# Lombardei
Die Lombardei (italienisch Regione Lombardia, lombardisch Regiun Lumbardia) ist eine norditalienische Region mit einer Fläche von 23.863 km² und 10.012.054 Einwohnern (Stand 31. Dezember 2023). Sie ist in die elf Provinzen Bergamo, Brescia, Como, Cremona, Lecco, Lodi, Mantua, Monza und Brianza, Pavia, Sondrio, Varese und in die Metropolitanstadt Mailand aufgeteilt. Sie liegt zwischen Lago Maggiore, Po und Gardasee. Die größte Stadt der Region ist die Hauptstadt Mailand (italienisch Milano). Die zweitgrößte Stadt ist Brescia.
Die lombardische Sprache stellt eine Gruppe von verwandten Sprachvarietäten dar, die in der Lombardei, in den piemontesischen Provinzen Verbano-Cusio-Ossola und Novara, im Trentino, im Tessin und in den Südtälern Graubündens gesprochen werden. Sie zählt zu den romanischen Sprachen.
Im Mittelalter und der frühen Neuzeit verstand man unter „Lombardei“ nicht nur die heutige Region Lombardia, sondern den gesamten Nordwesten Italiens, insbesondere einschließlich des Piemonts und Genuas und des schweizerischen Tessins. In deutschen Sagen wie z. B. der von Wolfdietrich wird für dieses Gebiet auch die Bezeichnung Lampartenland verwendet. Im 19. Jahrhundert verengte sich der Begriff auf das österreichische Kronland Lombardei, das etwa der heutigen Region entsprach.

## Wappen
Beschreibung: In Grün ein silbernes Wolkenkreuz nicht völlig als Andreaskreuz gelegt. Es stellt die Camunische Rose dar. Das Wappen wurde 1975 von Pino Tovaglia, Bob Noorda, Roberto Sambonet und Bruno Munari entworfen.

## Etymologie
Der Name Lombardei stammt von Langobarden, was sich vom spätlateinischen Longobardus bzw. Langobardus („ein Langobarde“) ableitet. Dieser Begriff wiederum stammt von den urgermanischen Elementen langaz + bardaz und bedeutet wörtlich „langer Bart“.
Nach Ansicht einiger Gelehrter leitet sich das zweite Element jedoch vom urgermanischen bardǭ bzw. barduz („Axt“) ab, das mit dem deutschen Wort Barte verwandt ist. Der Name der Region leitet sich vom Namen des Volkes der Langobarden ab, die im Jahr 568 nach Italien kamen und Pavia zu ihrer Hauptstadt machten.

## Geographie
Die Lombardei grenzt im Norden an die Schweizer Kantone Tessin und Graubünden, im Osten an die italienischen Regionen Trentino-Südtirol und Venetien, im Süden an die Emilia-Romagna und im Westen ans Piemont.
Die Lombardei hat Teil an den großen norditalienischen Seen: dem Lago Maggiore (der die Grenze zum Piemont und zum Tessin bildet), dem Luganersee (Grenze zum Tessin), dem Comer See und Iseosee (beide vollständig lombardisch) und dem Gardasee (Grenze zu Trentino-Südtirol und Venetien).
Die Landschaftsformung ist sehr unterschiedlich: im Norden die alpinen Regionen etwa das Veltlin, im Süden die Poebene. Das gesamte Territorium entwässert über den an der südlichen Grenze in West-Ost-Richtung fließenden Po, dessen wichtigste Nebenflüsse auf lombardischem Gebiet der Ticino, die Adda, der Oglio und der Mincio sind.

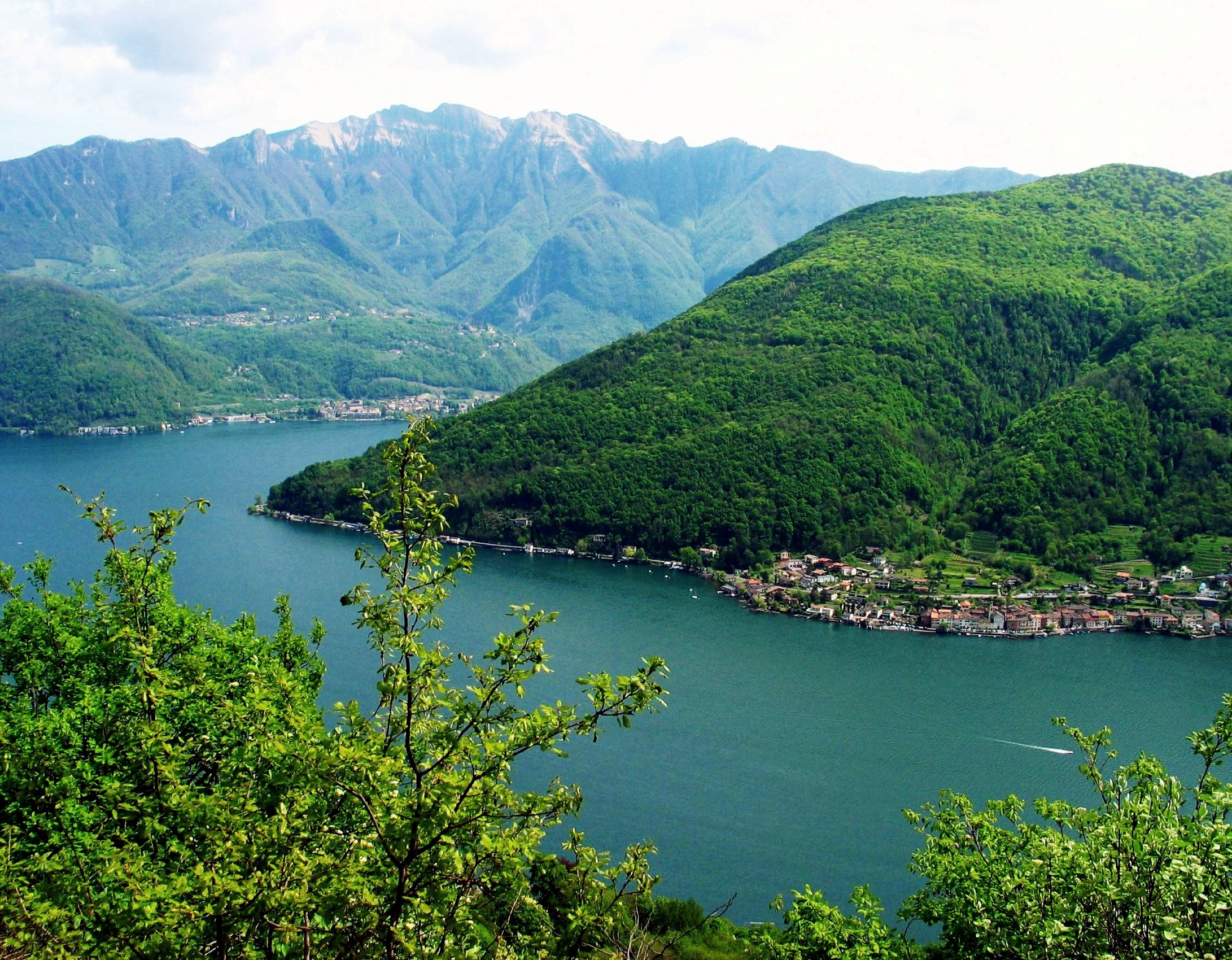
Der Monte San Giorgio (rechts) am Luganersee

Der höchste Gipfel ist der Piz Zupò (ital. Pizzo Zupò) mit 3995 m ü. M., der höchste Punkt jedoch der Punta Perrucchetti mit 4018 m s.l.m., der jedoch nicht als eigenständiger Gipfel gilt. Beide Punkte liegen in der Berninagruppe, ebenfalls über beide Gipfel verläuft die Grenze nach Graubünden. Den tiefsten Punkt bildet der Po mit ca. 13 m s.l.m. bei Sermide bei seinem Verlassen der Lombardei.

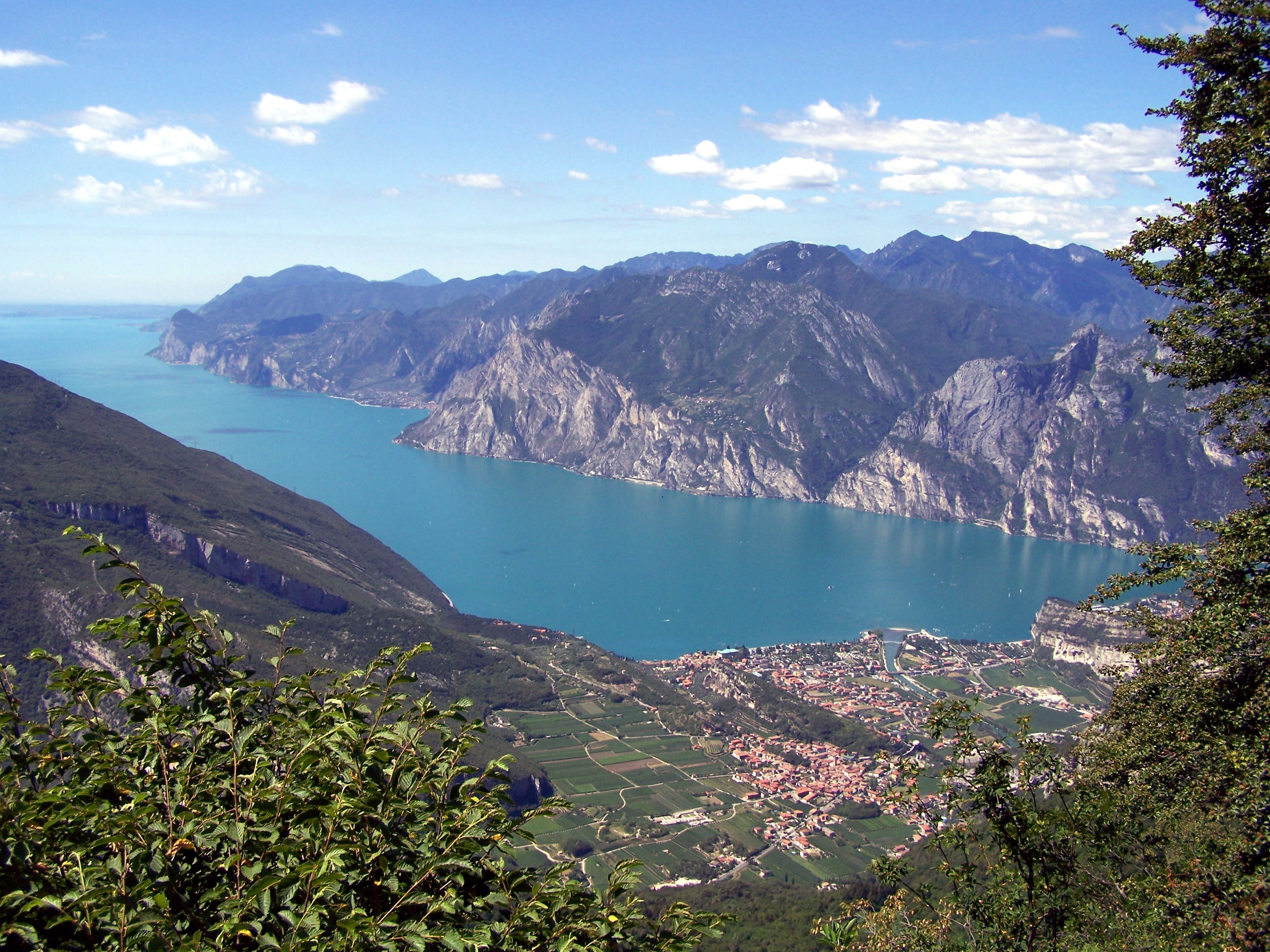
Gardasee
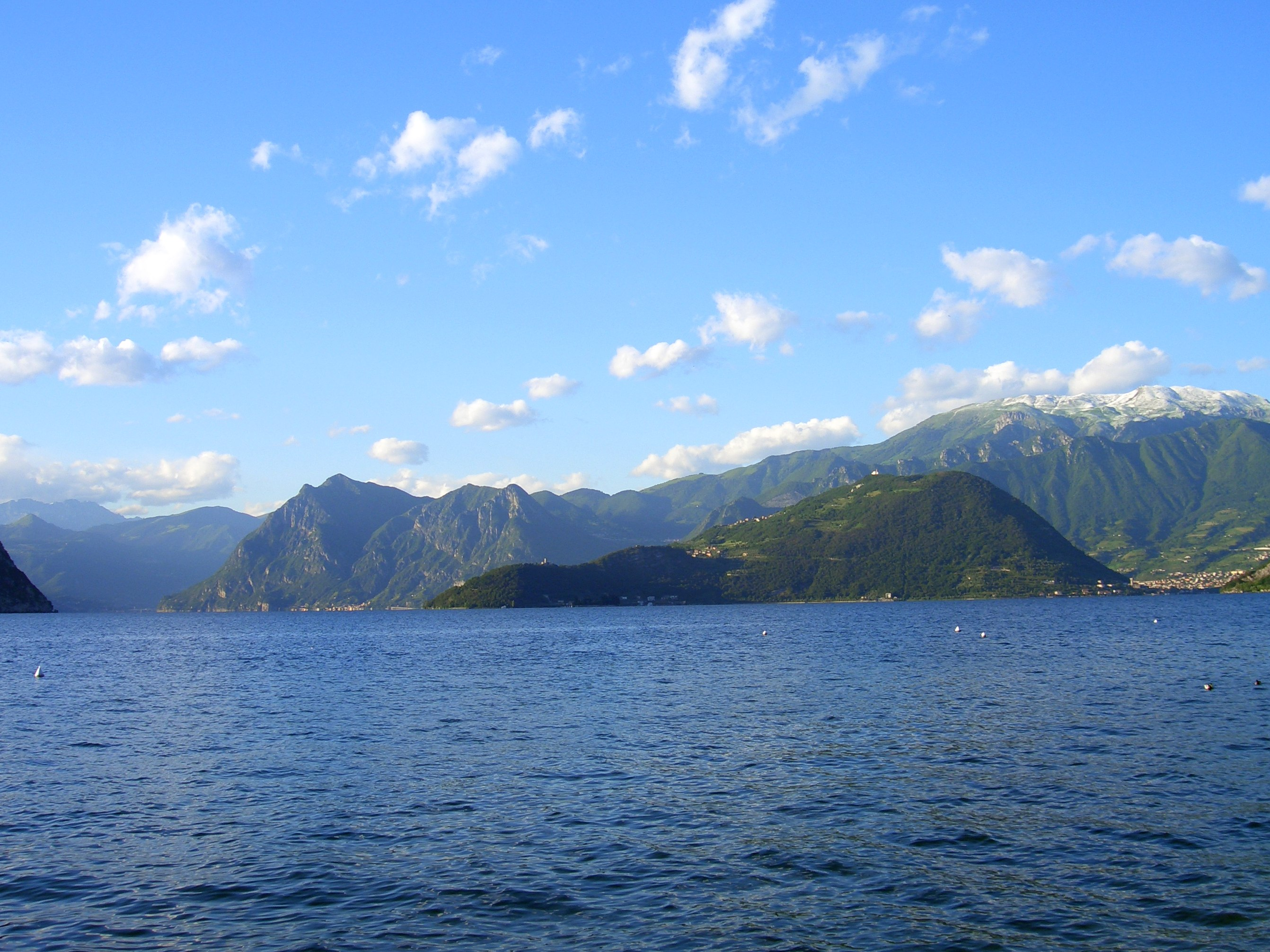
Iseosee und Berge der Umgebung
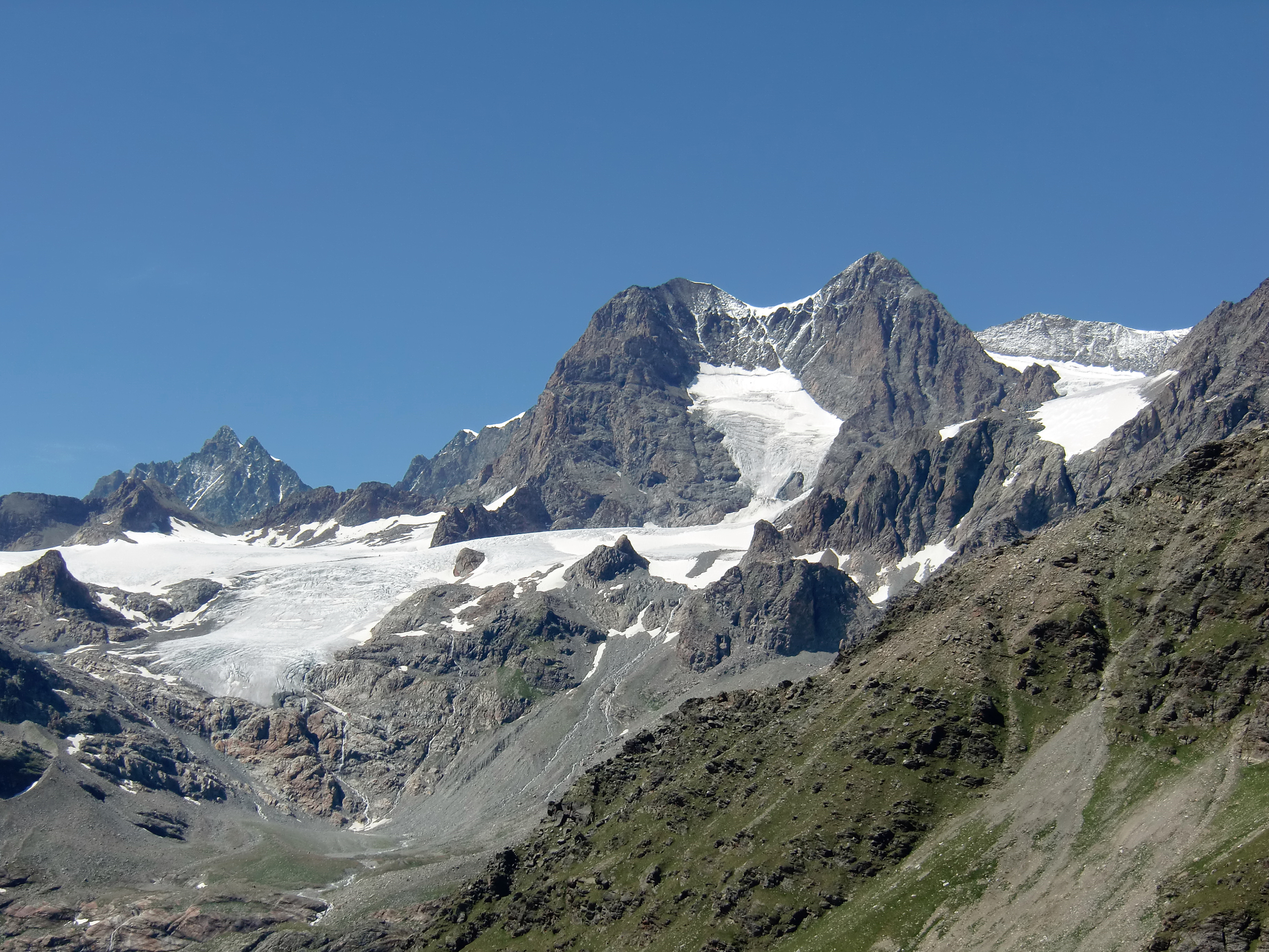
Der Piz Zupò, höchster Berg der Lombardei
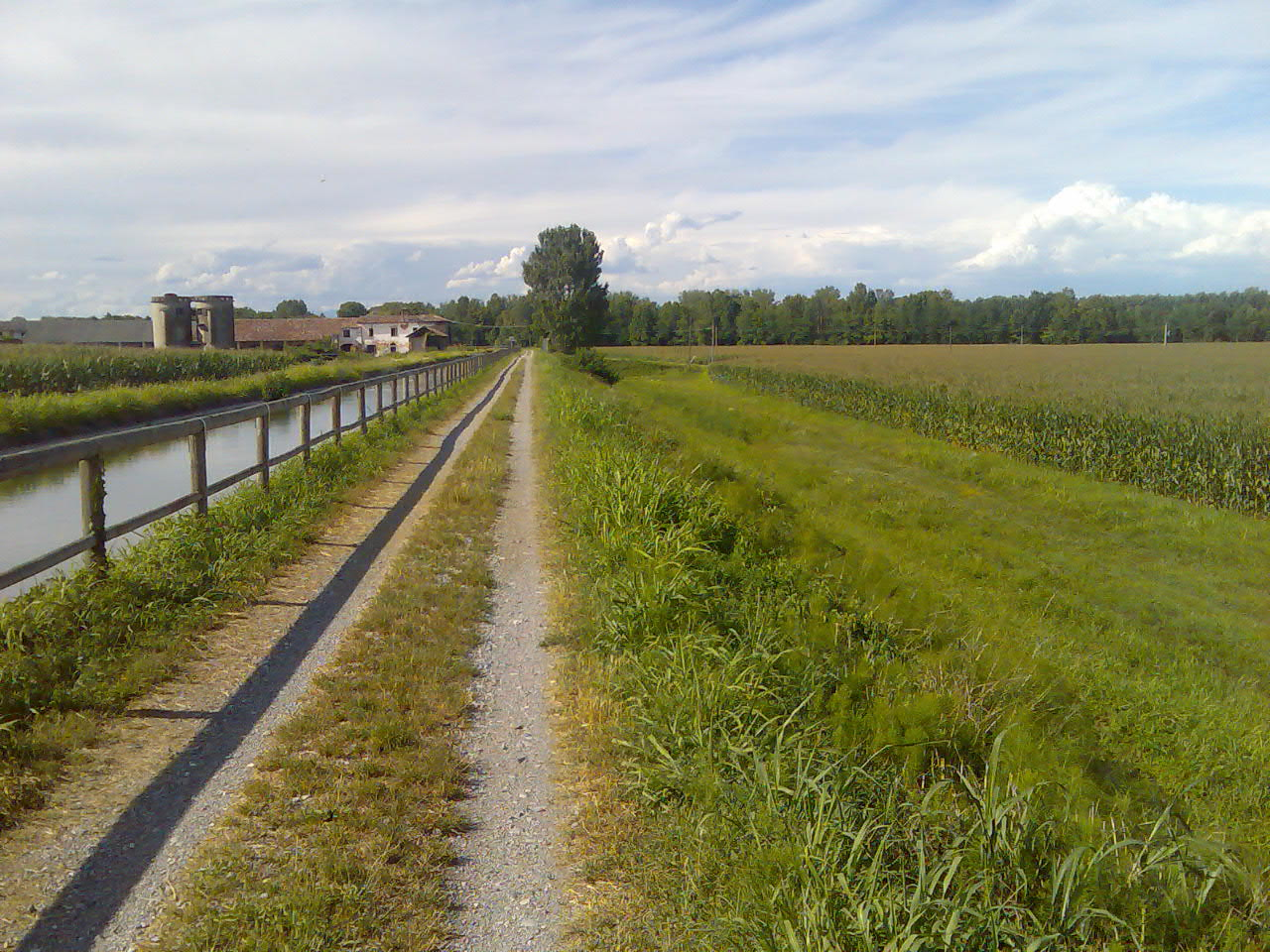
Die Po-Ebene bei Cremona
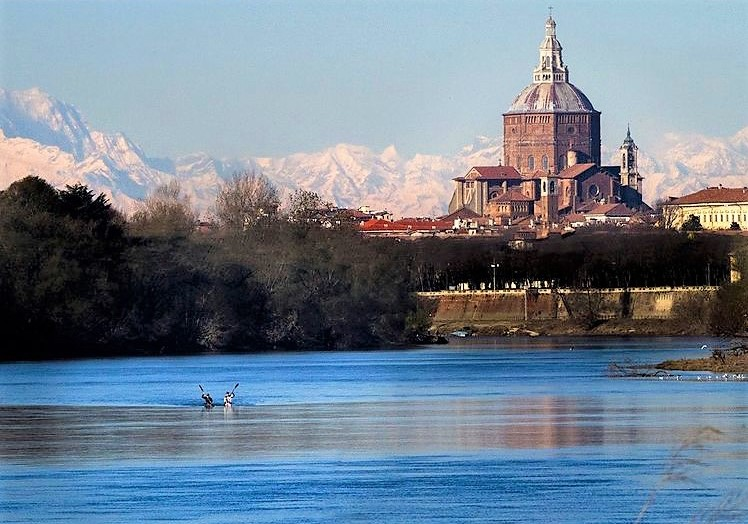
Der Ticino in Pavia

## Naturschutz
Die Lombardei umfasst viele Schutzgebiete. Das wichtigste ist der Nationalpark Stilfserjoch, der 1935 gegründet wurde – er ist der viertgrößte Naturpark Italiens und beherbergt eine typisch alpine Tierwelt wie Rotwild, Rehe, Steinböcke, Gämsen, Füchse, Hermeline und Steinadler. Ein weiterer bedeutender Park ist der Parco naturale lombardo della Valle del Ticino, der 1974 auf der lombardischen Seite des Flusses Ticino eingerichtet wurde, um eines der letzten großen Beispiele eines Auwalds in Norditalien zu schützen.
Weitere Parks in der Region sind der „Campo dei Fiori“ und der „Parco delle Cinque Vette“, die sich beide in der Provinz Varese befinden.
Im Jahr 2018 wurden der Parco naturale lombardo della Valle del Ticino, zusammen mit dem Nationalpark Val Grande und dem Regionalpark „Campo dei Fiori“, von das UNESCO-Biosphärenreservat „Ticino Val Grande Verbano“.Dieses umfasst ein Gebiet von über 3320 km² in der Lombardei und im Piemont und erstreckt sich bis zur Schweizer Grenze. Es schließt das gesamte Flusstal des Ticino bis zu seiner Mündung in den Po sowie den gesamten Bereich des Lago Maggiore mit den angrenzenden Ufergemeinden ein.
Das System der Schutzgebiete in der Lombardei besteht aus einem Nationalpark, 24 Regionalparks, 65 Naturschutzgebieten und 30 Naturdenkmälern. Insgesamt bedecken die Schutzgebiete mehr als 27 % des regionalen Territoriums.

## Klima
Die Lombardei weist aufgrund von Unterschieden in der Höhenlage, der Nähe zu Binnengewässern und großen Ballungsräumen eine große Vielfalt an Klimazonen auf. Das Klima ist überwiegend Cf-Klimate (Effektive Klimaklassifikation Cfa), insbesondere in der Po-Ebene, allerdings mit deutlichen Abweichungen vom typischen Köppen-Modell – vor allem in den normalerweise langen, feuchten und kalten Wintern.
Es gibt große jahreszeitliche Temperaturschwankungen: In Mailand liegt die Durchschnittstemperatur im Januar bei 2,5 °C und im Juli bei 24 °C. Die Ebenen sind in den kältesten Monaten häufig von Nebel betroffen.
In den Alpenvorlanden mit Seeklima (Köppen Cfb) haben zahlreiche Seen einen mildernden Einfluss, was den Anbau typisch mediterraner Pflanzen wie Oliven und Zitrusfrüchte ermöglicht.
In den Hügel- und Gebirgsregionen herrscht ein feucht-kontinentales Klima (Köppen Dfb). In den Tälern ist das Klima relativ mild, während es in Höhenlagen über 1.500 m stark kalt werden kann und dort reiche Schneefälle auftreten. Die Niederschläge sind in der voralpinen Zone am intensivsten und erreichen jährlich bis zu 1.500 bis 2.000 mm. Aber auch in der Po-Ebene und den Alpenregionen sind sie reichlich vorhanden, mit einem jährlichen Durchschnitt von 600 bis 850 mm.

## Geschichte

### Antike

Karte der Gallia Cisalpina

Zur Zeit des Römischen Reiches war das Gebiet der Lombardei Teil von Gallia Transpadana und war ursprünglich nicht von italischen Völkern, sondern ab dem 4. und 3. vorchristlichen Jahrhundert von Kelten besiedelt. Zusammen mit den anderen Regionen nördlich des Po (Venetien und Piemont) erhielt es 89 v. Chr. nur das latinische Bürgerrecht, nicht die vollen Bürgerrechte. Die vollen Bürgerrechte erhielt es im Jahr 49 v. Chr. Zusammen mit dem Piemont bildete es in Augustus’ Verwaltungsstruktur die 11. Region.
Gegen Ende des 4. Jahrhunderts gehörte das Gebiet zur Provinz Liguria, deren Hauptstadt Mediolanum (Mailand) war. Hier wirkte Bischof Ambrosius von Mailand. Die römische Kultur und Sprache überwältigten in den folgenden Jahren die frühere Zivilisation, und die Lombardei wurde mit dem Bau von Straßen sowie der Entwicklung von Landwirtschaft und Handel zu einer der fortschrittlichsten und reichsten Regionen Italiens. Bedeutende Persönlichkeiten wurden hier geboren, wie Plinius der Ältere (in Como) und Vergil (in Mantua). In der Spätantike wurde die strategische Rolle der Lombardei durch die Verlegung der Hauptstadt des Weströmischen Reiches nach Mediolanum (Mailand) zwischen 286 und 402 n. Chr. unterstrichen. Hier erließ der römische Kaiser Konstantin im Jahr 313 n. Chr. die berühmte Mailänder Vereinbarung, die allen Religionen im Römischen Reich Glaubensfreiheit gewährte. In der Völkerwanderungszeit wurde die spätere Lombardei zunächst von den Westgoten erobert (401–412). Im Jahr 452 zogen die Hunnen durch Oberitalien. Von 493 bis 540 und 544 bis 549 war Oberitalien ostgotisch. Seit 540 wurde Pavia die ständige Hauptstadt des ostgotischen Königreichs, stabiler Standort des Hofes und des königlichen Schatzes. Durch den oströmischen Kaiser Justinian fiel es wieder an (Ost-)Rom zurück.

### Mittelalter

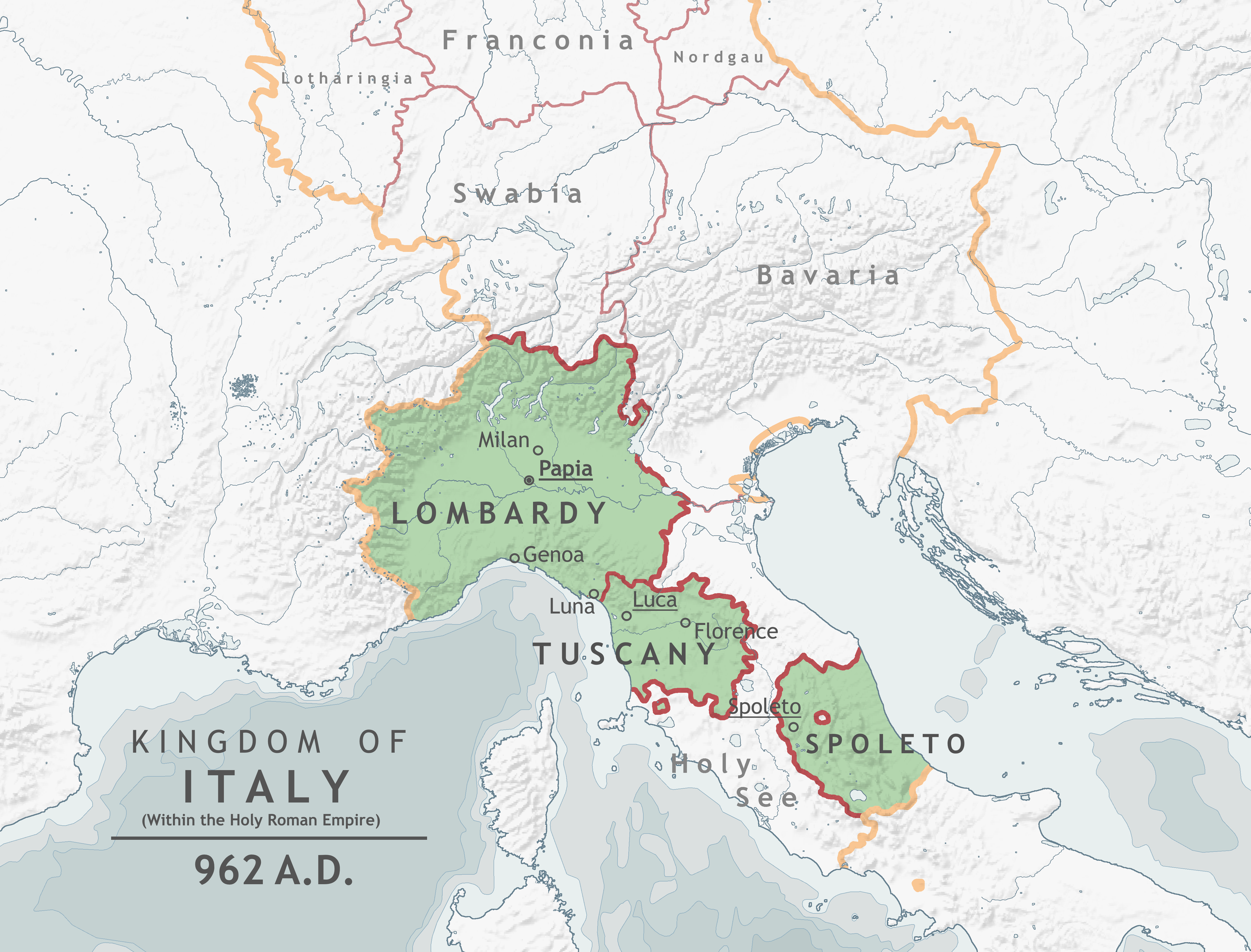
Das Königreich Italien innerhalb des Heiligen Römischen Reiches im Jahr 962.

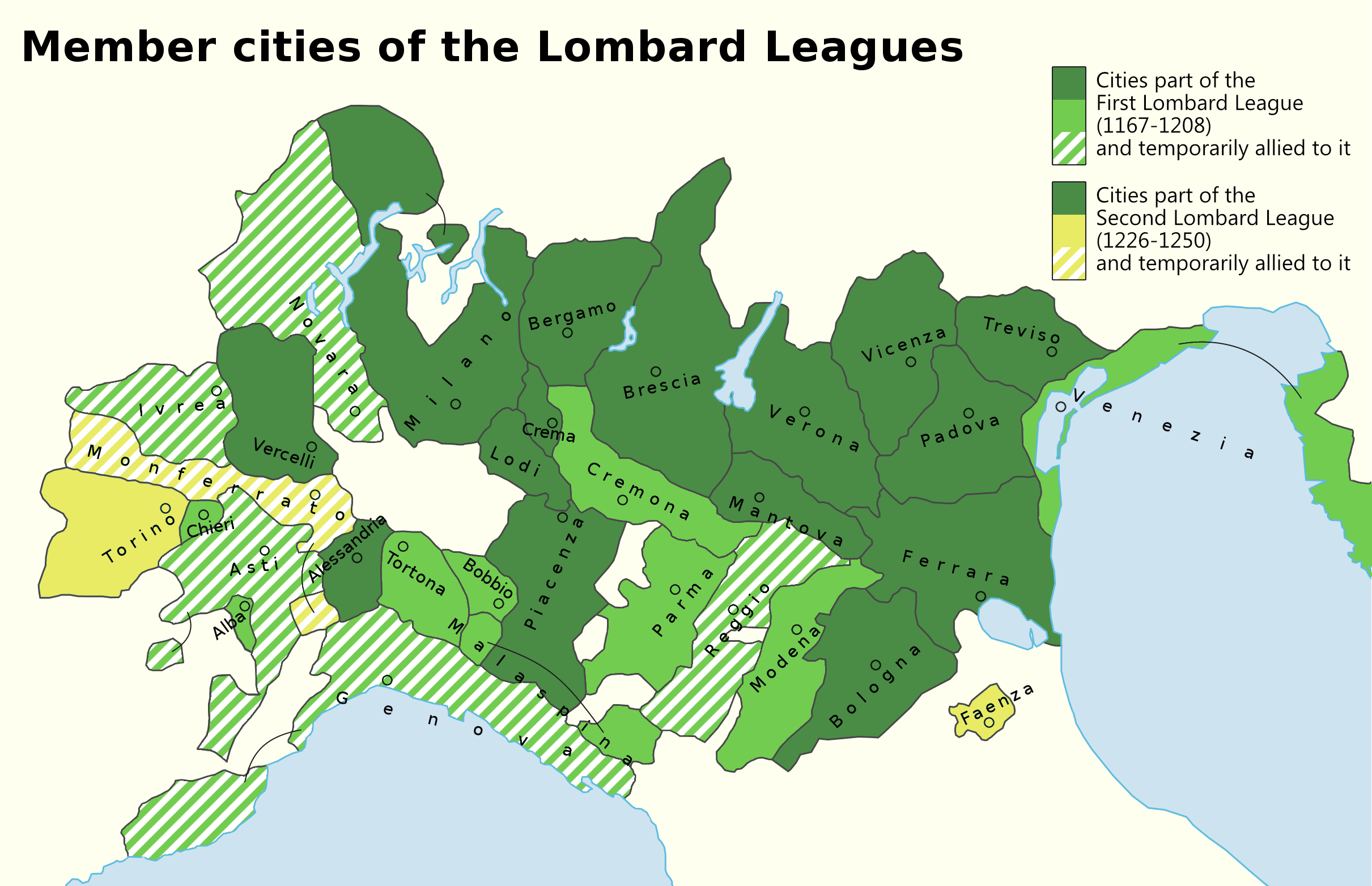
Karte der Städte, die den Lombardenbund bildeten; die Städte Como und Pavia, die stets auf der Seite des Kaiserreichs standen, sind nicht eingezeichnet

Im Jahr 568 wurde die Po-Ebene von den Langobarden unter König Alboin erobert. Diese errichteten hier ein langobardisches Königreich mit der Hauptstadt Pavia, das gegen das Jahr 670 fast ganz Italien umfasste, und unter Grimoald (662–671) und Liutprand (712–744) seine größte räumliche Ausdehnung erreichte. Das Kernland des langobardischen Reichs trägt seither den Namen Langobardia oder Lombardia.
Im Jahr 754 griffen die Franken unter Pippin in den Krieg zwischen Papst Stephan II. und den Langobarden ein. Sie besiegten die Langobarden, trennten das Land zwischen dem unteren Po und den Apenninen von der Lombardei ab und schenkten es dem Papst (Pippinische Schenkung). Die Gegend um Bologna und Ravenna fiel somit an den Kirchenstaat. Von 773 bis 774 eroberten die Franken unter Karl dem Großen das langobardische Königreich. Im Zuge der karolingischen Reichsteilungen wurde die Lombardei Mittelpunkt des karolingischen, später ottonischen Königreichs Italien, dabei blieb Pavia bis zum Jahr 1024 stets die Hauptstadt. Die deutschen Könige waren zugleich Träger der langobardischen Krone (Reichsitalien). Im Osten und Südosten des kaiserlich-langobardischen Reichs erstarkten zwei Markgrafschaften, die von Verona und die von Tuscien. Gegen diese stärkte Kaiser Heinrich III. die Städte der Lombardei mit Privilegien. Heinrich IV. erschien im Jahr 1077 auf der Burg von Canossa, dem Stammsitz der Markgräfin von Tuscien, Mathilde, die sich gegen ihn auf die Seite des Papstes gestellt hatte.
Die lombardischen Städte nahmen – auch durch die Kreuzzüge – einen starken wirtschaftlichen Aufschwung und wurden – begünstigt durch die anderweitig interessierten Kaiser Lothar von Supplinburg und Konrad III. – politisch unabhängig. Oftmals gingen sie Bündnisse mit dem Papst gegen den Kaiser ein. Mit ihrer Unabhängigkeit nahmen sie auch die Ausübung der königlichen Rechte (Regalien) in ihrer Umgebung für sich in Anspruch.
Kaiser Friedrich I. (Barbarossa) forderte im Jahr 1158 während des Reichstags auf den Ronkalischen Feldern (südöstlich von Mailand) die Rückgabe der Regalien an die Krone. Durch die Weigerung der lombardischen Städte kam es zum Krieg und zur Bildung des Lombardischen Städtebundes gegen den Kaiser (1167). Im Jahr 1176 unterlag Friedrich I. den lombardischen Städten in der Schlacht von Legnano (nordwestlich von Mailand). Im Frieden von Konstanz anerkannte er im Jahr 1183 den Lombardischen Städtebund und überließ die innerhalb der Stadtmauern gelegenen Regalien den Städten. Unmittelbar anschließend verbündete sich Mailand mit dem Kaiser und gestattete die dortige Krönung des Sohnes Friedrichs, Heinrichs VI., zum König von Italien. Daraufhin verbündete sich der Papst mit den Welfen, und in der Lombardei entstanden überall zwei politische Parteien, die der Ghibellinen (Waiblinger, Staufer) und der Guelfen (Welfen).

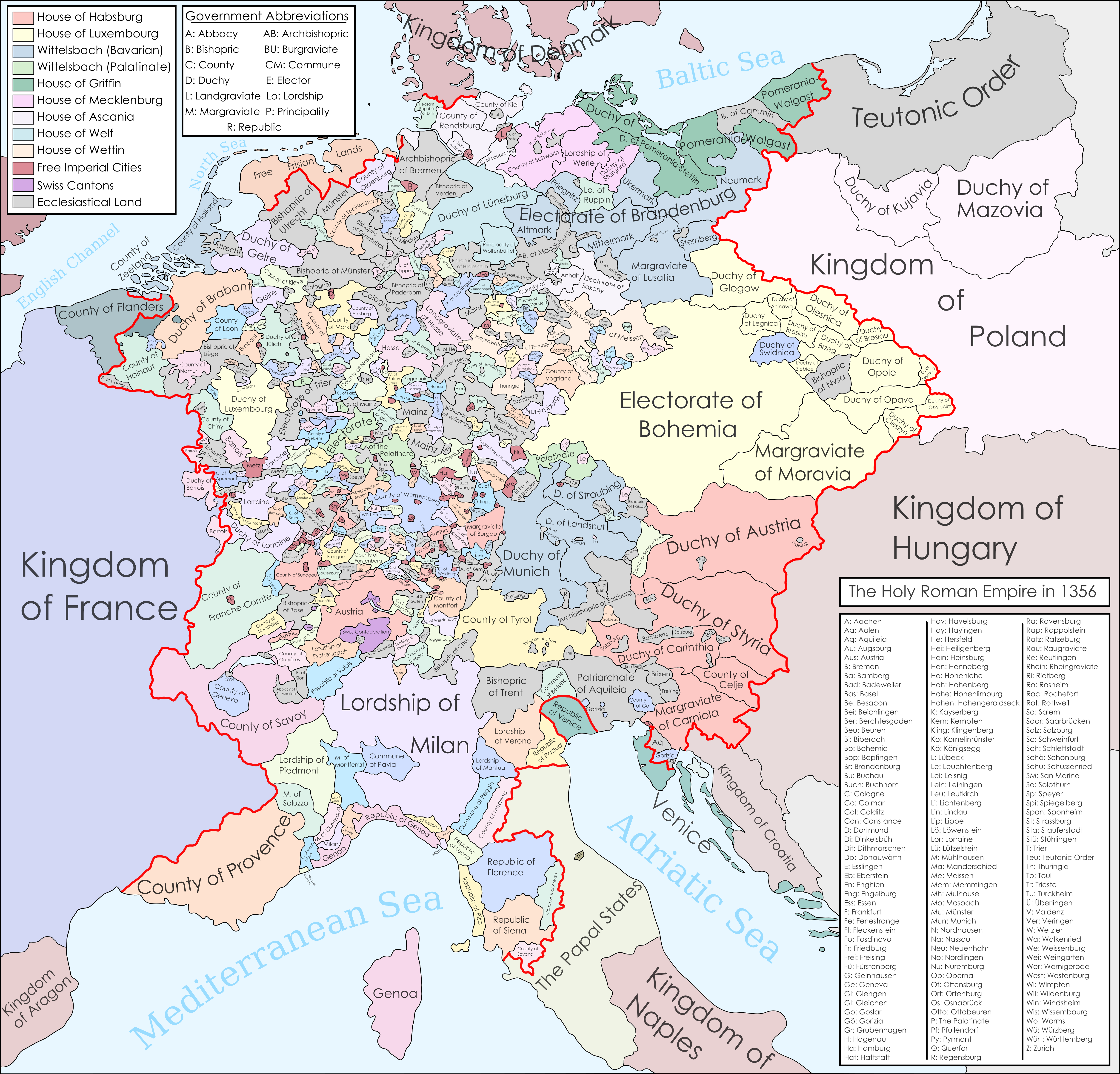
Das kaiserliche Italien innerhalb des Heiligen Römischen Reiches im Jahr 1356.

Im Jahr 1232 sah sich Friedrich II. einer Opposition aus seinem Sohn Heinrich VII. und den lombardischen Städten gegenüber, die gemeinsam gegen das von Friedrich bestätigte Statutum in favorem principum opponierten. Nach dem Sieg über Heinrich schlug Friedrich fünf Jahre darauf, 1237, auch die lombardischen Städte in der Schlacht von Cortenuova zwischen Bergamo und Brescia.
Auch nach dem Ende der Staufer standen sich in den lombardischen Städten weiter papsttreue und kaisertreue Parteien gegenüber. In den größeren Städten entstanden Patrizier-Dynastien, die die Macht in den Stadtstaaten untereinander aufteilten. In Mailand herrschten seit 1311 die von Heinrich VII. eingesetzten Visconti. Unter Gian Galeazzo Visconti (1385–1402) eroberte Mailand weite Teile der Lombardei, insbesondere die Nachbarstädte Pavia, Piacenza, Parma und Cremona, außerdem Bergamo, Brescia, Verona, Como und das Veltlin. Genua, Mantua und Modena blieben unabhängig. Turin und das Piemont blieben beim Herzogtum Savoyen. 1395 wurde Mailand Herzogtum innerhalb des Heiligen Römischen Reiches. Das Herzogtum Mailand wurde zum Vorläufer der heutigen Region Lombardia, und die Geschichte der Lombardei wurde zunehmend zur Geschichte Mailands.
Im folgenden Konflikt mit der Republik Venedig verlor Mailand den Nordosten der Po-Ebene wieder. Im Jahr 1406 fiel Verona an Venedig, im Jahr 1428 auch Bergamo und Brescia.

### Renaissance und Neuzeit

Karte des Herzogtums Mailand im Jahr 1402

1450 riss Francesco Sforza in Mailand die Macht an sich. Gegen Ende des 15. Jahrhunderts geriet die Lombardei in den Blick der neuen Großmächte Frankreich, Habsburgermonarchie und der Schweiz und wurde für etwa ein halbes Jahrhundert zu deren Kriegsschauplatz.
Zunächst verbündete sich Mailand unter Ludovico Sforza mit Frankreich zwecks Eroberung Neapels. Anschließend kämpfte Frankreich an der Seite der Schweiz gegen Mailand und besetzte dieses 1500. Die Schweiz erhielt 1503 Bellinzona. Parma und Piacenza wurden päpstlich. Nachdem Neapel 1504 spanisch geworden war und Spanien per Heirat an Habsburg gebunden war, kämpften Frankreich und Habsburg gemeinsam mit dem Papst gegen Venedig, das Bergamo und Brescia vorübergehend wieder verlor (1509). Anschließend verbündete sich der Papst mit Habsburg und England gegen Frankreich, das Mailand 1512 wieder räumen musste. Das Veltlin wurde 1512 von den Graubündnern besetzt; der Papst verlor Parma und Piacenza. 1515 gewann Frankreich unter Franz I. mit seinem Sieg über die Schweizer bei Marignano Mailand zurück. 1516 erkannte Spanien die französische Herrschaft über Mailand an; der neue (habsburgische) König Karl I. (Kaiser Karl V.) fühlte sich aber nach seiner Thronbesteigung im gleichen Jahr nicht daran gebunden. 1525 besiegte Karl Franz bei Pavia, worauf Mailand und Genua im Frieden von Madrid 1526 wieder (formal) unabhängig wurden. 1535 fiel Mailand endgültig an Habsburg, und mit der Erbteilung 1556 wurde es spanisch. Parma und Piacenza wurden 1545 zum Herzogtum Parma; Modena und Mantua (ab 1530 Herzogtum Mantua) blieben unabhängige Herzogtümer, während Brescia und Bergamo venezianisch blieben.
Infolge des Spanischen Erbfolgekriegs wurden Mantua 1708, Mailand 1714 und Parma 1735 österreichisch. Der Westen des Herzogtums vom Valle Antigorio bis hinunter nach Piacenza fiel 1713/1748 an das Haus Savoyen und ging im Königreich Sardinien-Piemont auf.

### Französische Revolution und Napoleonische Zeit

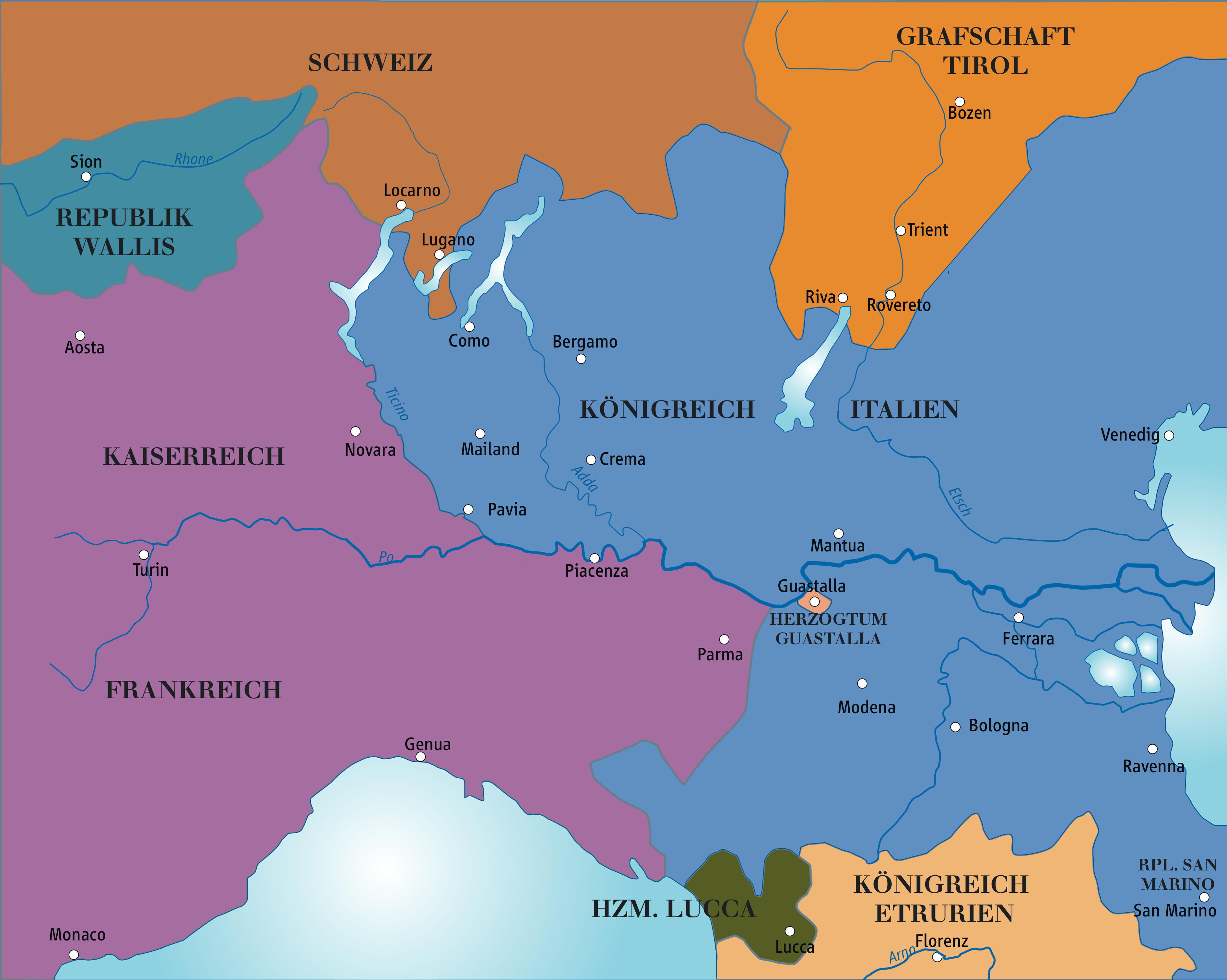
Karte des Königreichs Italien

In seinem Italienfeldzug ab März 1796 konnte Napoleon rasch große Teile Norditaliens – die Lombardei sowie Teile des Kirchenstaats und Sardinien-Piemonts – erobern. Unterstützt wurde er dabei von der verbreiteten Abneigung der Italiener gegen die österreichische Fremdherrschaft. Sie sprachen sich für eine Demokratie und gegen Feudalismus und Klerikalismus aus. Obwohl das Direktorium eigentlich andere Pläne hatte, arbeitete Napoleon auf die Errichtung einer eigenständigen Republik im Norden Italiens hin.
Napoleon beseitigte die österreichische Herrschaft in Mailand und Mantua ebenso wie die Selbständigkeit Venedigs. Im Oktober 1796 wurde südlich des Po die Cispadanische Republik gegründet, am 9. Juli 1797 nördlich des Po die Transpadanische Republik, die im Wesentlichen das Territorium der Lombardei umfasste. Im Laufe des Jahres wurde die Republik in Cisalpinische Republik umbenannt, und es wurden ihr die Cispadanische Republik, Teile Venetiens, die während des Winterfeldzugs gegen Österreich annektiert worden waren, sowie das damals schweizerische Veltlin angegliedert. Die Gebiete westlich von Mailand kamen mit dem Piemont unter französische Militärverwaltung. Das Herzogtum Parma blieb zunächst erhalten.
Diese Phase endete mit dem Zweiten Koalitionskrieg im April 1799, und die von den Franzosen errichteten Republiken in Italien brachen unter dem Vormarsch der russischen Armeen des Generals Suworow zusammen. Nach seinem Staatsstreich am 9. November überquerte Napoleon abermals die Alpen und konnte die österreichisch-russische Armee wieder zurückdrängen. Nach der Schlacht von Marengo wurde die Cisalpinische Republik wieder errichtet.
Nach den Friedensschlüssen von Lunéville und Amiens wandelte Napoleon die Cisalpinische Republik mittels einer konstituierenden Versammlung in Lyon in eine italienische Republik um. An deren Spitze wurde auf französischen Druck Napoleon selbst für zehn Jahre gewählt. Weitgehend auf repräsentative Funktionen beschränkt war der Vizepräsident Francesco Melzi d’Eril, ein lombardischer Adliger. Es gab eine Verfassung und eine legislative Versammlung, aber in der Praxis wurde das Staatsgebilde weitgehend von Frankreich aus gesteuert.
Nach der Gründung des Französischen Kaiserreichs 1804 wurden auch die italienischen Staaten nun offiziell in Monarchien umgewandelt. Napoleon selbst wurde am 26. Mai 1805 mit der alten Eisernen Krone gekrönt, nachdem sein Bruder Joseph die Königswürde abgelehnt hatte. Sein Stiefsohn Eugène de Beauharnais wurde Vizekönig. Parma wurde dem französischen Empire angegliedert.

### Risorgimento

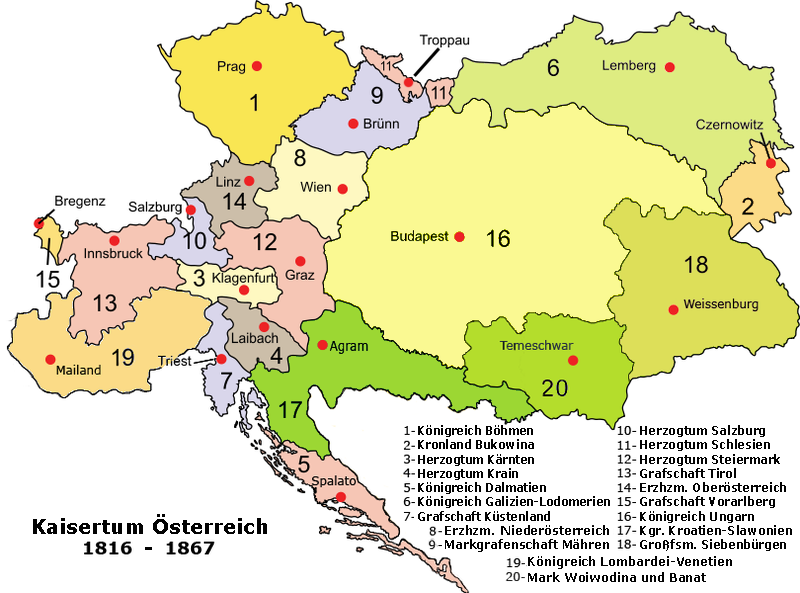
Karte des Königreich Lombardo-Venetien im Kaisertum Österreich

Nach dem Sturz Napoleons 1814 übergab Eugène Mailand ohne Widerstand an das Kaisertum Österreich. Der Wiener Kongress gab Habsburg außer Mailand auch Venetien – einschließlich der zuvor venetianischen Teile der Lombardei – und stellte im übrigen Italien weitgehend die vornapoleonischen Verhältnisse wieder her. Die Lombardei und Venetien wurden zum Königreich Lombardo-Venetien zusammengefasst, als dessen Könige die österreichischen Kaiser fungierten, wenn auch die Verwaltung von Österreich getrennt war.
Die starke Abhängigkeit von der Wiener Regierung, die Polizeimethoden und die von Deutschsprachigen dominierte Bürokratie wurden bald zum Ärgernis für die Italiener. Die Ideen der Carbonari schwappten aus Süditalien in die Lombardei über. Das politische Ziel – eine Vereinigung Norditaliens unter dem sardisch-piemontesischen König Karl Albert, eine Konföderation der italienischen Staaten oder eine italienische Republik – war noch umstritten. Allen diesen Richtungen war gemeinsam, dass die Österreicher aus Norditalien vertrieben werden sollten.
Als die Revolutionen 1848/1849 in mehreren europäischen Regionen ausbrachen, kam es in Mailand zu den Aufständen der Cinque giornate (18. bis 22. März), und die österreichischen Truppen mussten sich aus der Stadt zurückziehen. Für die Lombardei bildete sich eine Provisorische Regierung, die bis zum 6. August tätig war und auch Münzen mit den Umschriften ITALIA LIBERA/DIO LO VUOLE (Italien frei, Gott will es) und GOVERNO PROVVISORIO DI LOMBARDIA (Provisorische Regierung der Lombardei) prägte und in Umlauf gab. Wenige Wochen später erklärte das Piemont Österreich den Krieg und marschierte in die Lombardei ein. So wie die Revolution anderswo in Europa zusammenbrach, wurden auch die alten Zustände in der Lombardei wiederhergestellt.
Im Anschluss daran versuchte Cavour von Piemont aus mit französischer Unterstützung, die Lombardei von Österreich zu lösen. 1859 kam es zum von Österreich erklärten Sardinischen Krieg. Nach Niederlagen bei Magenta (zwischen Mailand und Novara) und Solferino (südlich des Gardasees) trat Österreich die Lombardei einschließlich der vormals venezianischen Gebiete um Bergamo und Brescia an Frankreich ab. 1860 trat Frankreich gemäß dem Vertrag von Turin die Lombardei im Tausch gegen Savoyen und die Grafschaft Nizza an Sardinien-Piemont ab. Parma und Modena blieben unabhängig. Im März 1861 machte sich der piemontesische König zum König von Italien. Die Lombardei ist seither italienische Provinz.

### Zweiter Weltkrieg

Italienische Sozialrepublik

Mussolini gründete nach seiner Befreiung durch die Deutschen die Italienische Sozialrepublik. Gegen dieses faschistische Regime kämpften auch in der Lombardei zahlreiche Partisanen. Die Lombardei wurde zusammen mit dem Piemont und Venetien erst in den letzten Kriegstagen befreit, nachdem die Alliierten am 19. April 1945 bei Bologna nach Norden durchgebrochen waren.

### Gegenwart
Seit dem Zweiten Weltkrieg zählt die Lombardei zu den wirtschaftsstärksten Regionen Italiens. Im Jahr 2015 erwirtschaftete die Region das zweithöchste Pro-Kopf-Bruttosozialprodukt (35.885 Euro) von allen Regionen Italiens und lag damit etwa ein Drittel über dem italienischen Durchschnitt (27.044 Euro) und 118 % über dem Wert der ärmsten italienischen Region Kalabrien (16.468 Euro). Das wirtschaftliche Ungleichgewicht innerhalb Italiens und die Tatsache, dass viele Steuereinnahmen der Lombardei an die Zentralregierung nach Rom abgegeben werden müssen, hat zu regionalistischen und sezessionistischen Bestrebungen geführt. Am 10. März 1982, offiziell am 12. April 1984, gründete Umberto Bossi eine Lega Autonomista Lombarda, die zur Keimzelle der späteren politischen Partei Lega Nord wurde.
Am 22. Oktober 2017 fand ein konsultatives Referendum über eine vergrößerte Lokalautonomie der Lombardei statt.
Besonders in den Monaten zwischen Februar und Juni 2020 (91.917 Infizierte, 16.457 Tote) war die Lombardei die am stärksten von der COVID-19-Pandemie in Europa betroffene Region. Fast die Hälfte aller italienischen Covid-19-Opfer starben in der Lombardei.

## Verwaltungsgliederung

Die Provinzen und die Metropolitanstadt der Lombardei

Die Lombardei besteht aus folgenden elf Provinzen und einer Metropolitanstadt:
| Provinz bzw. Metropolitanstadt | Hauptstadt | ISO   | Gemeinden (1. Januar 2023) | Einwohnerzahl (31. Dezember 2023) | Fläche (km²) | Bevölkerungs- dichte (Einw./km²) |
| ------------------------------ | ---------- | ----- | -------------------------- | --------------------------------- | ------------ | -------------------------------- |
| Bergamo                        | Bergamo    | IT-BG | 243                        | 1.110.427                         | 2.722,86     | 408                              |
| Brescia                        | Brescia    | IT-BS | 205                        | 1.260.955                         | 4.784,36     | 264                              |
| Como                           | Como       | IT-CO | 148                        | 597.949                           | 1.288,07     | 464                              |
| Cremona                        | Cremona    | IT-CR | 113                        | 352.965                           | 1.770,57     | 199                              |
| Lecco                          | Lecco      | IT-LC | 84                         | 333.270                           | 816,17       | 408                              |
| Lodi                           | Lodi       | IT-LO | 60                         | 229.473                           | 782,25       | 293                              |
| Mailand                        | Mailand    | IT-MI | 133                        | 3.245.459                         | 1.575,65     | 2059                             |
| Mantua                         | Mantua     | IT-MN | 64                         | 407.002                           | 2.338,84     | 174                              |
| Monza und Brianza              | Monza      | IT-MB | 55                         | 876.792                           | 405,49       | 2165                             |
| Pavia                          | Pavia      | IT-PV | 186                        | 538.632                           | 2.968,64     | 181                              |
| Sondrio                        | Sondrio    | IT-SO | 77                         | 178.873                           | 3.195,76     | 56                               |
| Varese                         | Varese     | IT-VA | 136                        | 880.257                           | 1.198,71     | 734                              |
| Lombardei                      | Mailand    | IT-25 | 1.504                      | 10.012.054                        | 23.862,85    | 420                              |

## Wirtschaft

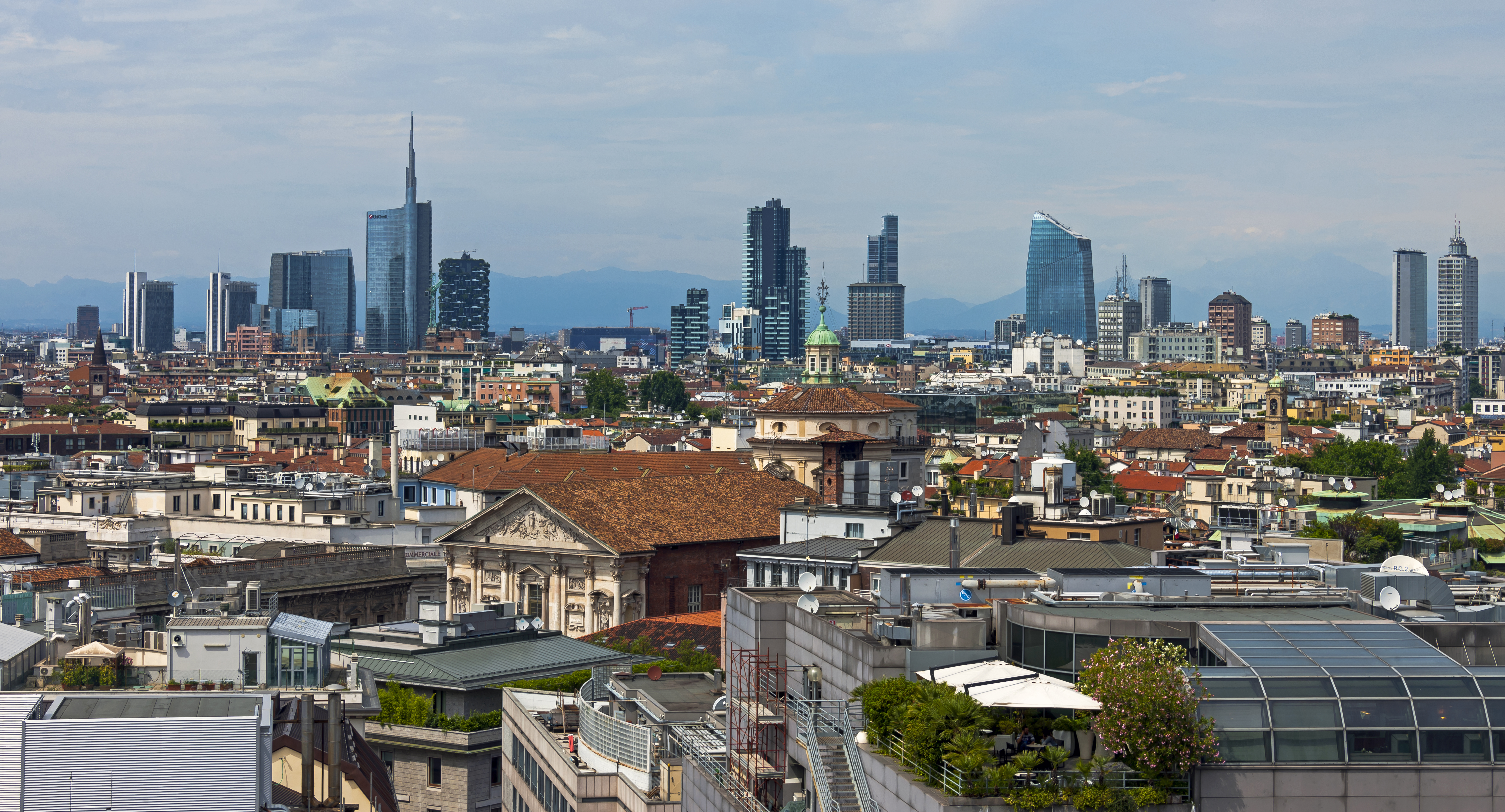
Mailand, Hauptstadt der Region Lombardei

Die Lombardei erwirtschaftet ein Fünftel des italienischen BIP, das innerhalb der Europäischen Union das dritthöchste ist. Würde man die Lombardei als eine eigenständige Volkswirtschaft betrachten, wäre sie mit 480,6 Milliarden Euro im Jahr 2023 die zehntgrößte Wirtschaft unter den 27 EU-Mitgliedstaaten – direkt hinter Irland und vor Ländern wie Österreich, Dänemark und Finnland – und ihr BIP wäre mehr als doppelt so hoch wie das Griechenlands.
Dies wurde anlässlich der Versammlung von Assolombarda bekannt gegeben, bei der ein Überblick über die Wirtschaft der Lombardei und ihre Spitzenpositionen vorgestellt wurde – auch im Vergleich zum übrigen Teil der EU und zu anderen wichtigen europäischen Regionen.
Innerhalb Italiens steht die Lombardei für mehr als ein Viertel der industriellen Wertschöpfung, über ein Fünftel der Dienstleistungen und mehr als ein Viertel der italienischen Exporte stammt von lombardischen Unternehmen.
Die Exporte der Lombardei beliefen sich im Jahr 2023 auf 163,6 Milliarden Euro, bei einem Gesamtwert von 626,2 Milliarden Euro für ganz Italien, das weiterhin neue Rekorde aufstellt.
Die Lombardei ist der führende Anbieter von Finanzdienstleistungen in Italien: 19,9 % der in Italien vom Finanzsektor erzeugten Wertschöpfung entfallen auf diese Region. Die italienische Börse, die Borsa Italiana, befindet sich in Mailand.
Die Unternehmerschaft in der Lombardei ist sowohl weit verbreitet als auch dynamisch und setzt internationale Maßstäbe bei der Suche nach Innovation, Entwicklung und Technologie. 815.956 registrierte Unternehmen (etwa 16 % des nationalen Gesamtwerts) sind in der Lombardei ansässig.
Trotz der umfassenden Deindustrialisierung in den 1990er Jahren sind immer noch 34 % der Erwerbstätigen im industriellen Sektor beschäftigt. Der produzierende Sektor wird von Mikro- und Kleinunternehmen dominiert, die hauptsächlich in industriellen Bezirken und Netzwerken organisiert sind.
Die Lombardei ist eine der spezialisiertesten Regionen Europas für technologisch fortschrittliche Produkte. Rund 68.000 Menschen arbeiten in der hochtechnologischen Fertigung, was die Lombardei zur fünftgrößten Region Europas in diesem Bereich macht.
Die Lombardei ist Mitglied der „Vier Motoren für Europa“, einer internationalen wirtschaftlichen Organisation, deren weitere Mitglieder Baden-Württemberg in Deutschland, Katalonien in Spanien und Auvergne-Rhône-Alpes in Frankreich sind. Die Region Lombardei ist außerdem Teil der EUSALP, die Innovation, Nachhaltigkeit und Wirtschaft in den Alpenregionen von Österreich, Frankreich, Liechtenstein, Norditalien, Süddeutschland, der Schweiz und Slowenien fördert, sowie der ARGE ALP, einem Wirtschaftsforum der Alpenregionen Österreichs, Norditaliens, Süddeutschlands und der Schweiz.
Innerhalb der EU erreichte das BIP pro Einwohner der Lombardei, ausgedrückt in Kaufkraftstandards, einen Indexwert von 127 (EU28: 100) (2015), den zweithöchsten Wert für eine italienische Region nach Trentino-Südtirol (bzw. den zweithöchsten Wert für eine italienische NUTS-2 Region nach Südtirol). Die Arbeitsproduktivität der Lombardei war die höchste unter den italienischen Regionen. Das BIP in der Lombardei wurde 2006 von 4.417.000 Erwerbstätigen erbracht. Im Jahr 2017 betrug die Arbeitslosenquote 6,4 % und lag damit unter dem nationalen Durchschnitt.
Die Region kann grob in drei wirtschaftliche Gebiete unterteilt werden: Mailand, wo der Dienstleistungssektor 65,3 % der Beschäftigung ausmacht; die Provinzen Varese, Como, Lecco, Monza und Brianza, Bergamo und Brescia – letztere mit dem höchsten industriellen Mehrwert in Europa –, wo eine stark industrialisierte Wirtschaft und ein bedeutender Agrarsektor vorherrschen; sowie die Provinzen Sondrio, Pavia, Cremona, Mantua und Lodi, in denen eine ausgeprägte landwirtschaftliche Tätigkeit und eine überdurchschnittliche Entwicklung des Dienstleistungssektors zu verzeichnen sind.
In der Landwirtschaft spielen die fruchtbaren Ebenen im Süden eine wichtige Rolle.
In der Lombardei gibt es drei Verkehrsflughäfen: Als größten den Aeroporto internazionale Milano-Malpensa (MXP) in der Provinz Varese, als nächsten den Aeroporto Enrico Forlanini, besser bekannt als Milano-Linate (LIN) in der Nähe von Mailand und den Aeroporto internazionale Orio al Serio (BGY) bei Bergamo, der hauptsächlich von Fracht- und Billigfluggesellschaften genutzt wird.

### Landwirtschaft
Die Produktivität der Landwirtschaft wird durch den Einsatz von Düngemitteln und den traditionellen Wasserreichtum gesteigert, der seit dem Mittelalter durch den Bau von Bewässerungssystemen – teilweise von Leonardo da Vinci entworfen – weiter verbessert wurde. Die tieferen Ebenen werden für Futterpflanzen, Getreide (Reis, Weizen und Mais) und Zuckerrüben genutzt. Die Lombardei ist eine der führenden europäischen Regionen in der Reisproduktion und produziert gemeinsam mit dem Piemont 93 % des italienischen Reises. Der Reisanbau konzentriert sich auf die Provinzen Pavia (84.000 ha), Mailand (14.000 ha), Lodi (2.000 ha) und Mantua (1.200 ha). In den höheren Ebenen werden Getreide, Gemüse, Obstbäume und Maulbeerbäume angebaut. In den Hügellagen und Gebirgsregionen, wie den Voralpen und Alpen im Norden, werden Obst und Wein erzeugt. Die Lombardei ist ein Zentrum der Viehzucht, insbesondere mit einem Anteil von 36 % an Milchkühen und 50 % an Schweinen. Die Milchwirtschaft der Region erzeugt 30 % der italienischen Milchproduktion, die zur Herstellung verschiedener Käsesorten verwendet wird – insgesamt etwa 4.715.130 Tonnen, was 36 % der italienischen Käseproduktion entspricht.
Die Weinberge der Lombardei umfassen 26.951 Hektar. Die wichtigsten Erzeugnisse sind die Schaumweine Franciacorta und Oltrepò Pavese, die im Gegensatz zu anderen italienischen Schaumweinen nach der traditionellen „méthode champenoise“ hergestellt werden – also auf die gleiche Weise wie Champagner – und nicht nach der Charmat-Methode. Die Lombardei liegt auf Platz 9 von 20 in der Produktion von DOC- und DOCG-Weinen mit 877.351 Hektolitern. Die Lombardei produziert außerdem stille Rot-, Weiß- und Roséweine aus einer Vielzahl von Rebsorten, darunter Nebbiolo-Weine aus der Region Valtellina sowie Trebbiano di Lugana-Weißweine, die zusammen mit Roséweinen im Chiaretto-Stil entlang des Gardasees hergestellt werden. Die Region produziert jährlich rund 1,4 Millionen Hektoliter Wein.

### Industrie
Die Lombardei ist die führende Industrie- und Handelsregion Italiens. Mailand, die Hauptstadt der Region, ist eines der größten Industriezentren des Landes. Dort werden Eisen und Stahl, Autos und Lastwagen sowie Maschinen produziert; außerdem ist die Stadt ein bedeutendes Zentrum des Bankwesens sowie des Groß- und Einzelhandels. Weitere wichtige Städte der Lombardei sind Brescia, Bergamo, Cremona, Pavia, Como, Mantua und Monza. Ihre vielfältigen Industrieerzeugnisse umfassen Elektrogeräte, Textilien, Möbel, verarbeitete Lebensmittel, Chemikalien und Lederwaren.
Italien ist ein bedeutender Exporteur von schweren Hubschraubern (über 2.000 kg) mit einem Marktanteil von etwa 30 %. Der Hauptsitz der Leonardo Helicopters Division (ehemals AgustaWestland) befindet sich in der Lombardei und ist für rund ein Drittel der Aufträge des Unternehmens verantwortlich. In der Region befindet sich außerdem ein Werk der Leonardo Aircraft Division (ehemals Aermacchi).
Die wichtigsten Einrichtungen für Entwicklung, Produktion und Ausbildung im Bereich Hubschrauber befinden sich in Cascina Costa di Samarate, Vergiate und Sesto Calende. Die Flugzeugsparte des Unternehmens produziert militärische Schulflugzeuge in Venegono Superiore.
Der weltweit älteste Schusswaffenhersteller, Beretta, hat seinen Sitz in Gardone Val Trompia. Fiocchi stellt Munition her. Das ehemalige Unternehmen OTO Melara, heute Teil der Leonardo Electronics Division in Brescia, produziert kleinkalibrige Waffen für den Einsatz auf See und in der Luft.
In der Lombardei gibt es keine Automobilproduktion mehr; die Werke der Markenhersteller Alfa Romeo, Autobianchi und Innocenti wurden geschlossen, aufgegeben oder abgerissen. Iveco stellt weiterhin leichte Nutzfahrzeuge vom Iveco Daily in Suzzara her und produziert Iveco Eurocargo in Brescia. SDF produziert Traktoren unter den Marken SAME und Lamborghini in Treviglio, während die BCS Group Traktoren in Abbiategrasso herstellt. Die bekanntesten Zulieferer der Automobilindustrie sind: Brembo in Bergamo, Pirelli in Mailand und Magneti Marelli.
Möbel werden im Industriebezirk rund um Brianza hergestellt, der einen Jahresumsatz von etwa 2 Milliarden Euro durch rund 1.700 Unternehmen erzielt. Die Möbelfabriken, die etwa 40.000 Beschäftigte zählen, befinden sich hauptsächlich in Lissone, Meda, Cantù und Mariano Comense. Dieser Bezirk steht in enger Verbindung zur Designbranche Mailands. In Mailand finden zudem mehrere große Möbelmessen statt, darunter der renommierte Mailänder Möbelmesse.
Es gibt mehrere Industriebezirke, die oft aus kleinen und mittleren Unternehmen bestehen, wie z. B. die metallverarbeitenden Bezirke in Brescia, Lecco, Bergamo und Cremona (Arvedi), der Werkzeugmaschinenbau in Brescia und Varese, die Herstellung von Armaturen und Kochtöpfen in Lumezzane, die Textilindustrie in Gallarate und Bergamo, die Seidenproduktion in Como, die Schuhherstellung im Gebiet von Mantua, die Gummi- und Kunststoffindustrie in Bergamo und Varese, die Parfümherstellung in Crema, die Mikroelektronik in Mailand, Monza und Pavia sowie die Lebensmittelindustrie in Cremona (Negroni), Lodi, Mantua und Pavia (Riso Scotti). Knöpfe werden in den Industriebezirken von Grumello del Monte und Palosco hergestellt.
Der Modebereich in der Lombardei zeichnet sich durch einen Umsatz von 26 Milliarden Euro aus, mit über 28.000 Unternehmen, die mehr als 180.000 Personen beschäftigen. Im Bereich Design macht das lombardische Territorium 29,4 % (10.528) der italienischen Unternehmen aus, 32,5 % des Mehrwerts und 28,5 % (etwa 18.000) der gesamten Beschäftigung. Mailand spielt dabei natürlich eine zentrale Rolle: Hier konzentriert sich ein Umsatzvolumen von 13,5 Milliarden Euro pro Jahr, was 15,6 % des nationalen Umsatzes im Modebereich entspricht. Die meisten großen italienischen Modemarken, wie Luxottica, Valentino, Versace, Prada, Armani und Dolce & Gabbana, haben ihren Hauptsitz in Mailand.

### Tourismus
In den dynamischsten und geschäftigsten Regionen Italiens ist es anhand der Zahlen nicht möglich, Touristen im engeren Sinne von Geschäftsreisenden zu unterscheiden. Im Jahr 2023 wurden 47.748.475 Ankünfte verzeichnet. Nichtansässige trugen zu 88,10 % der Übernachtungen bei.
Die wichtigsten Reiseziele der Region sind Mailand, das im Jahr 2023 insgesamt 14.110.607 touristische Übernachtungen verzeichnete, gefolgt von den Seen (Comer See, Iseosee, Gardasee und Lago Maggiore), den Alpentälern (vor allem das Veltlin) und schließlich den Kunststädten wie Bergamo, Brescia, Como, Mantua und Pavia.

## Politik
Die Parlamentswahlen in Italien 2022 ergaben in der Lombardei für die Camera dei deputati folgende Wähleranteile: Fratelli d’Italia 28,5 %, Partito Democratico 19,0 %, Lega 13,3 %, Azione – Italia viva – Calenda 10,3 %, Forza Italia 7,9 %, Movimento 5 Stelle 7,5 %, Alleanza Verdi e Sinistra 3,8 %, Più Europa 3,5 %, Italexit 1,9 %, Unione popolare 1,1 %, Italia sovrana e popolare 1,1 %, Noi Moderati 0,9 %, Vita 0,7 %, Impegno civico Luigi Di Maio 0,4 %, Mastella Noi di centro europeisti 0,1 %.

## Kultur

### Architektur und Kunst
Die ersten künstlerischen Zeugnisse in der Lombardei stammen aus der Mittelsteinzeit, als am Ende der Würm-Eiszeit der historische Zyklus der Felsritzungen des Valcamonica begann, der sich in der Jungsteinzeit und der Kupferzeit fortsetzte und erst in der römischen und mittelalterlichen Epoche endete. Der camunische Zyklus gilt als eines der wichtigsten Zeugnisse der Urgeschichte weltweit und ist daher in die Liste des UNESCO-Welterbe.
Außerdem wurden weitere Funde entdeckt, die auf die Anwesenheit prähistorischer Bevölkerungen im Gebiet der Lombardei hinweisen. Diese sind ebenfalls im UNESCO-Welterbe vertreten, und zwar im Rahmen der seriellen Stätte „Prähistorische Pfahlbauten um die Alpen“, zu der mehrere Fundorte in der Lombardei gehören.
Die Kelten hinterließen Zeugnisse, die heute in den archäologischen Museen der Region verstreut zu finden sind, während die Anwesenheit der Etrusker im Gebiet von Mantua belegt ist. Nach der römischen Eroberung orientierte sich die künstlerische Entwicklung der Region an den Stilrichtungen der Eroberer – von der späten Republik bis zur römischen Kaiserzeit. Monumentale Überreste dieser historischen Epoche sind in Brescia (lateinisch: Brixia), Sirmione (Grotten des Catull) und Mailand (lateinisch: Mediolanum) zu sehen. In der Spätantike gewann das lombardische Gebiet an Bedeutung, da Mailand zwischen 286 und 402 Hauptstadt des Weströmischen Reiches war. Infolgedessen nahm auch die künstlerische Produktion zu, wovon insbesondere in der Sakralarchitektur Zeugnisse erhalten sind, etwa durch den Bau frühchristlicher Kirchen wie San Lorenzo Maggiore und Sant’Ambrogio.
Die darauffolgende frühmittelalterliche Periode, die mit der Völkerwanderungszeit zusammenfällt und auf sie folgt, war von entscheidender Bedeutung für die Entwicklung der regionalen Kunst: Die stilistischen Merkmale der von den neuen Bevölkerungen eingeführten barbarischen Kunst leisteten nämlich einen maßgeblichen Beitrag, indem sie sich mit den spätantiken Modellen (die in Kontinuität bewahrt wurden) sowie mit byzantinischen Einflüssen vermischten und so die Entstehung einer wahrhaft lombardischen Kunst ermöglichten. Tatsächlich begann man am Ende des Frühmittelalters, von spezifisch lombardischen Kunststilen zu sprechen, wie etwa der Lombardische Baustile.
Der wichtigste Beitrag zwischen dem 6. und 8. Jahrhundert kam von den Langobarden, die einen großen Teil Italiens besetzten, ihre Hauptstadt in Pavia errichteten und die Lombardei zum Mittelpunkt ihres Reiches machten. Sie brachten ihre Kunst mit, von der bedeutende Zeugnisse erhalten sind – insbesondere in Brescia (Abtei San Salvatore), Monza, Pavia und Castelseprio – und die einen nachhaltigen Einfluss auf die spätere künstlerische Entwicklung ausübte.
Bemerkenswerte Beispiele des langobardischen romanischen Stils sind die Werke der Magistri Comacini, insbesondere in der Basilika Sant’Ambrogio in Mailand, in der Basilika San Michele Maggiore und in der Basilika San Pietro in Ciel d’Oro in Pavia, in der Basilika Sant’Abbondio im Raum Como sowie in der Rotonda di San Tomè in Almenno San Bartolomeo und in der Rotonda di San Lorenzo in Mantua.

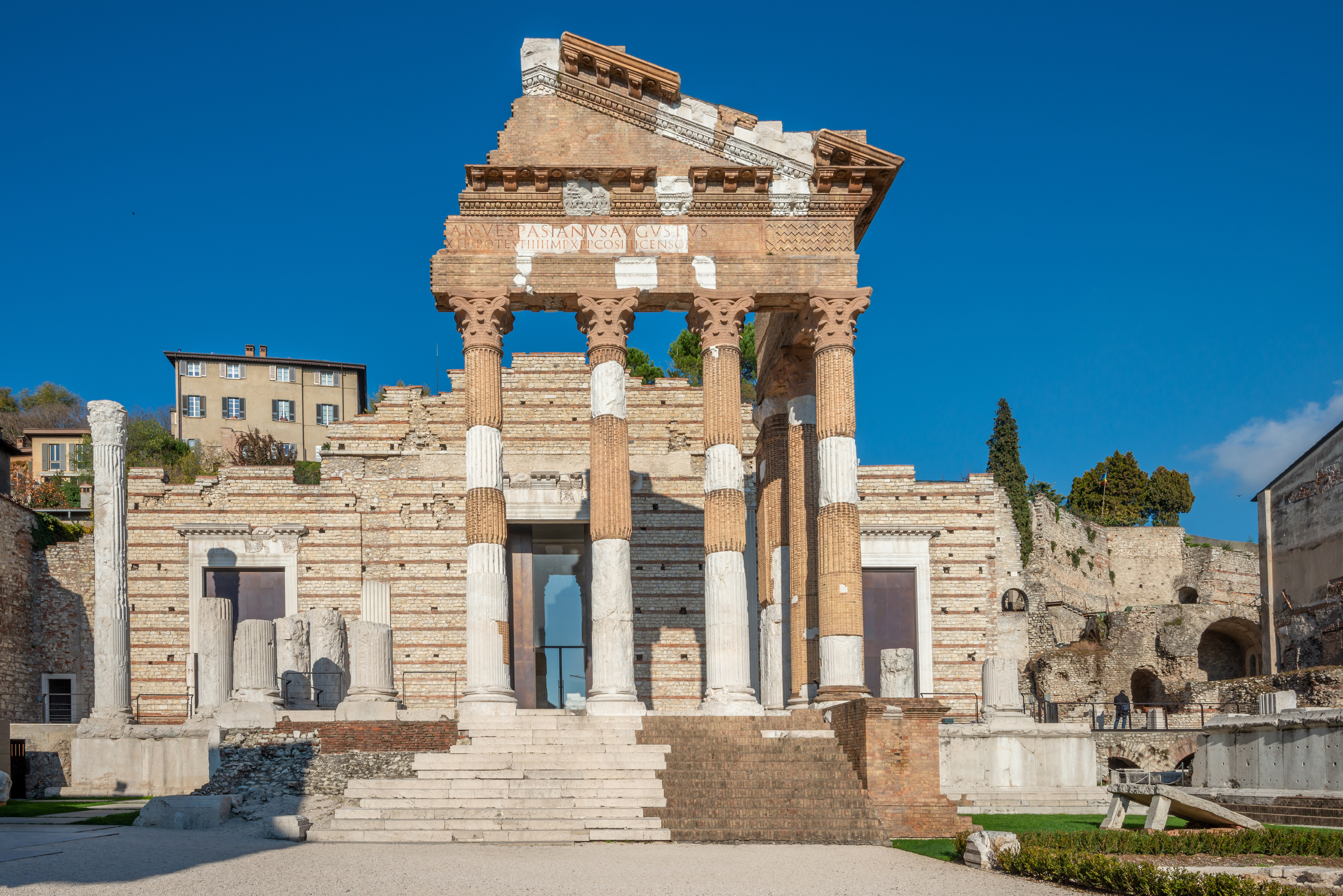
Capitolium von Brescia.
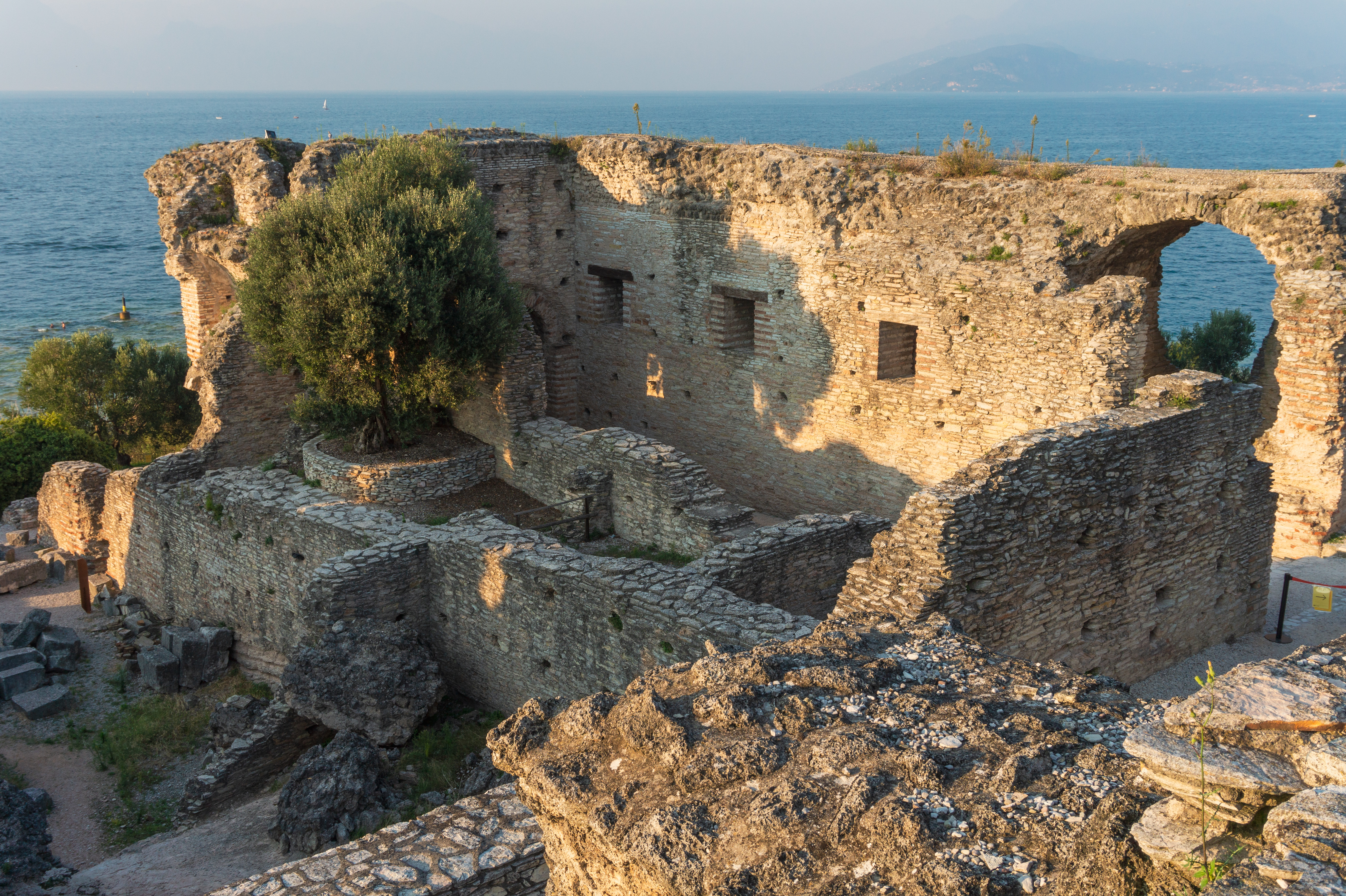
Grotten des Catull.
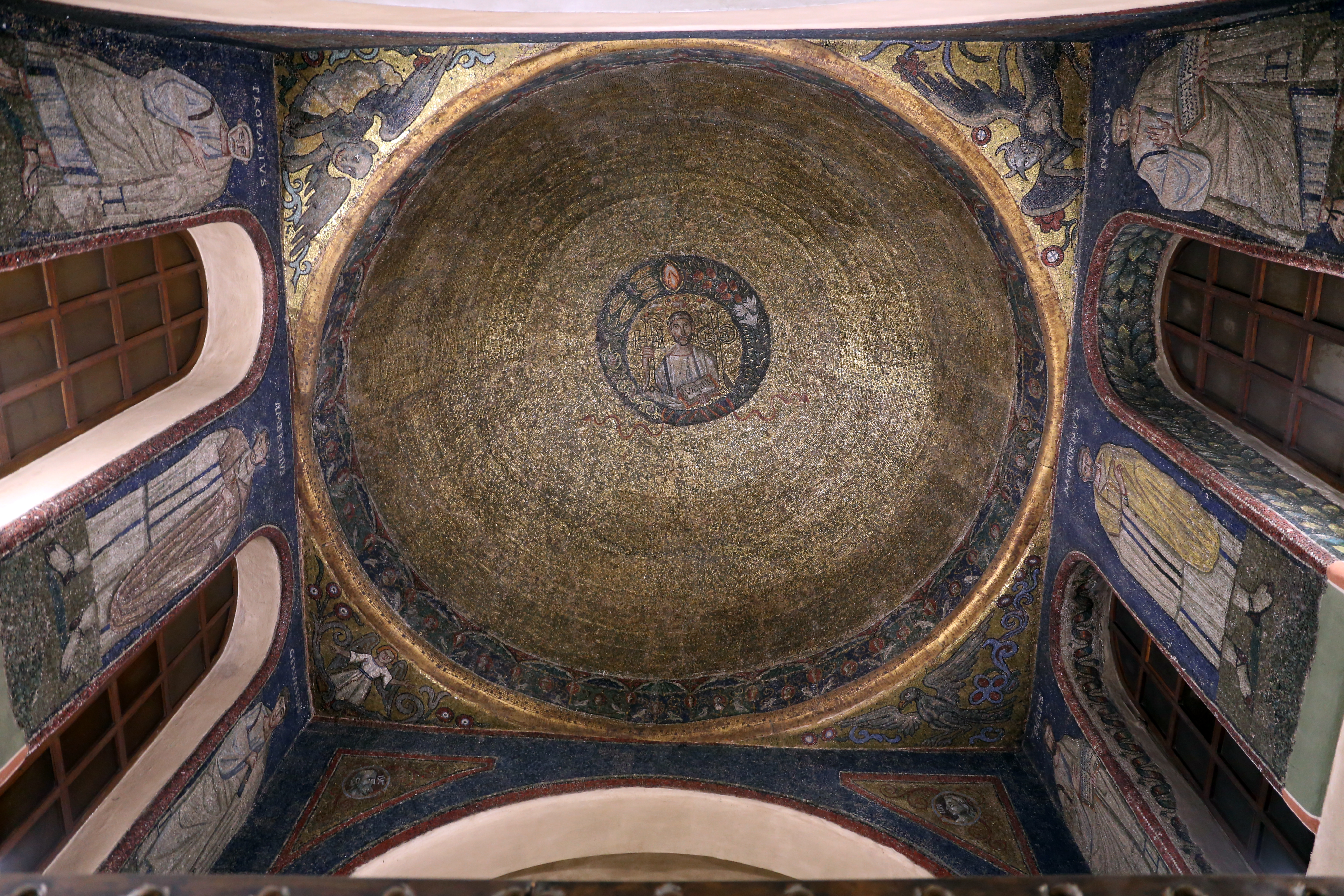
Basilika Sant’Ambrogio, Mailand, Mosaiken aus dem 5. Jahrhundert.
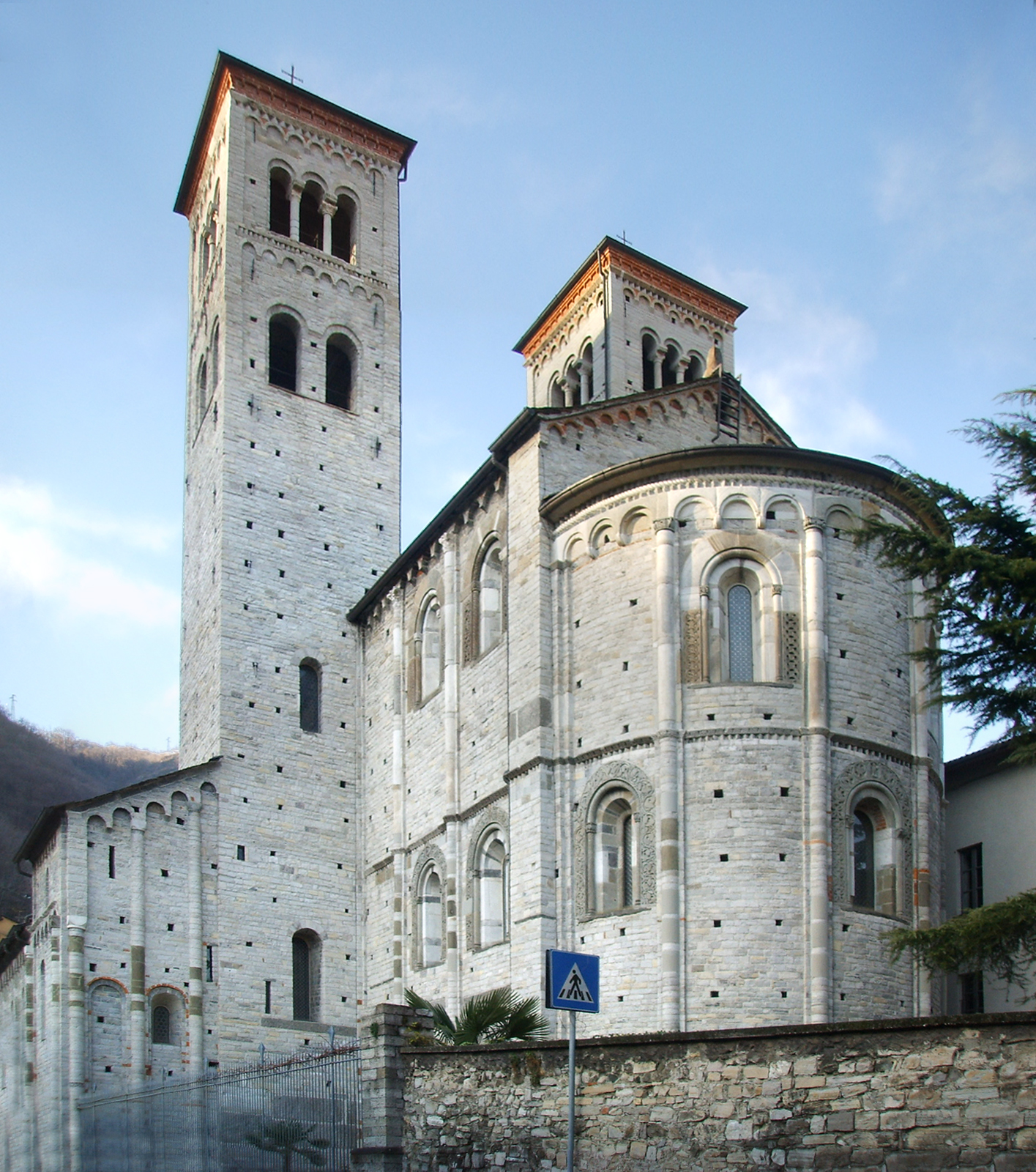
Basilika Sant’Abbondio, Como, 11. Jahrhundert.
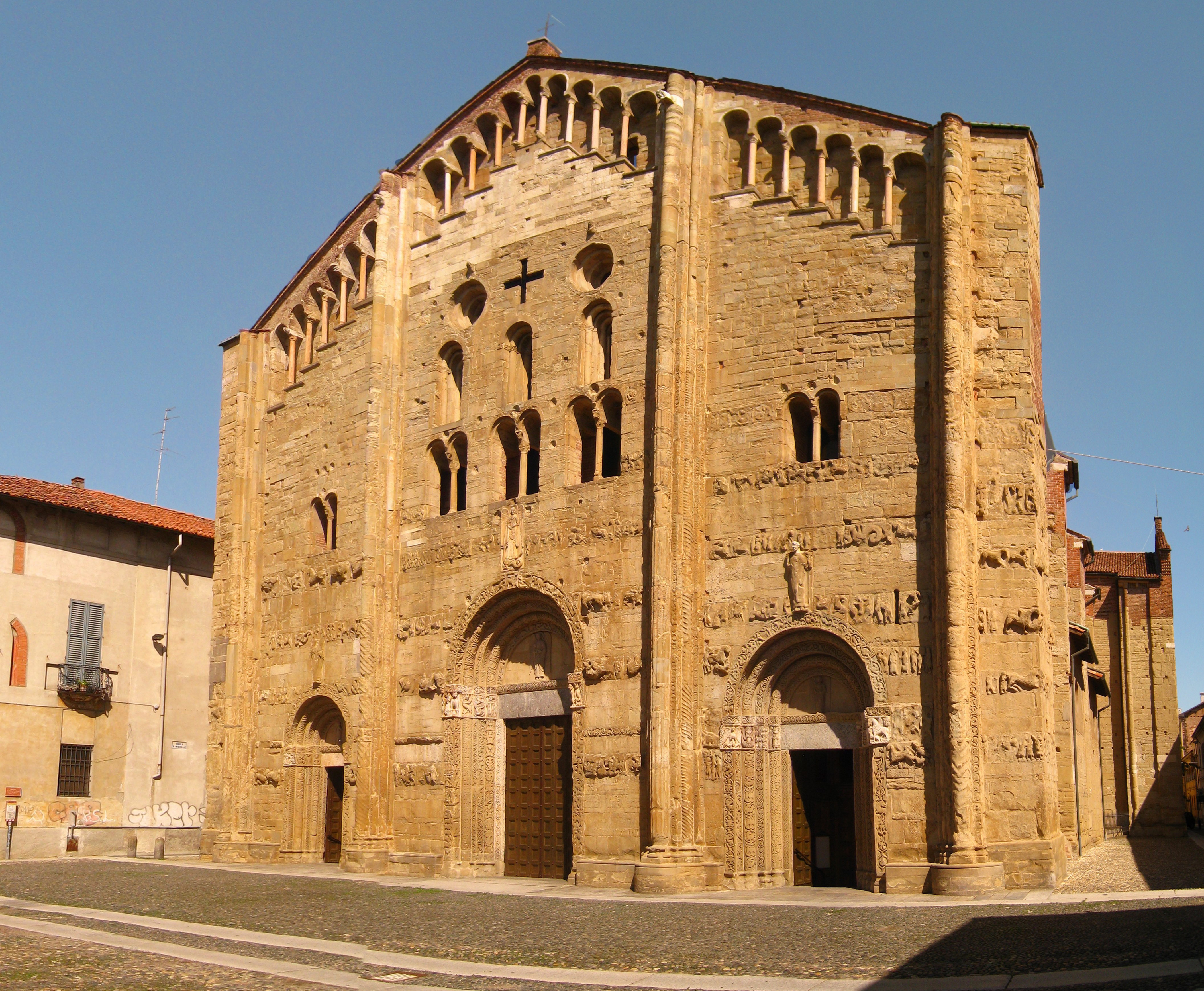
Basilika San Michele Maggiore, Pavia, 11.–12. Jahrhundert.
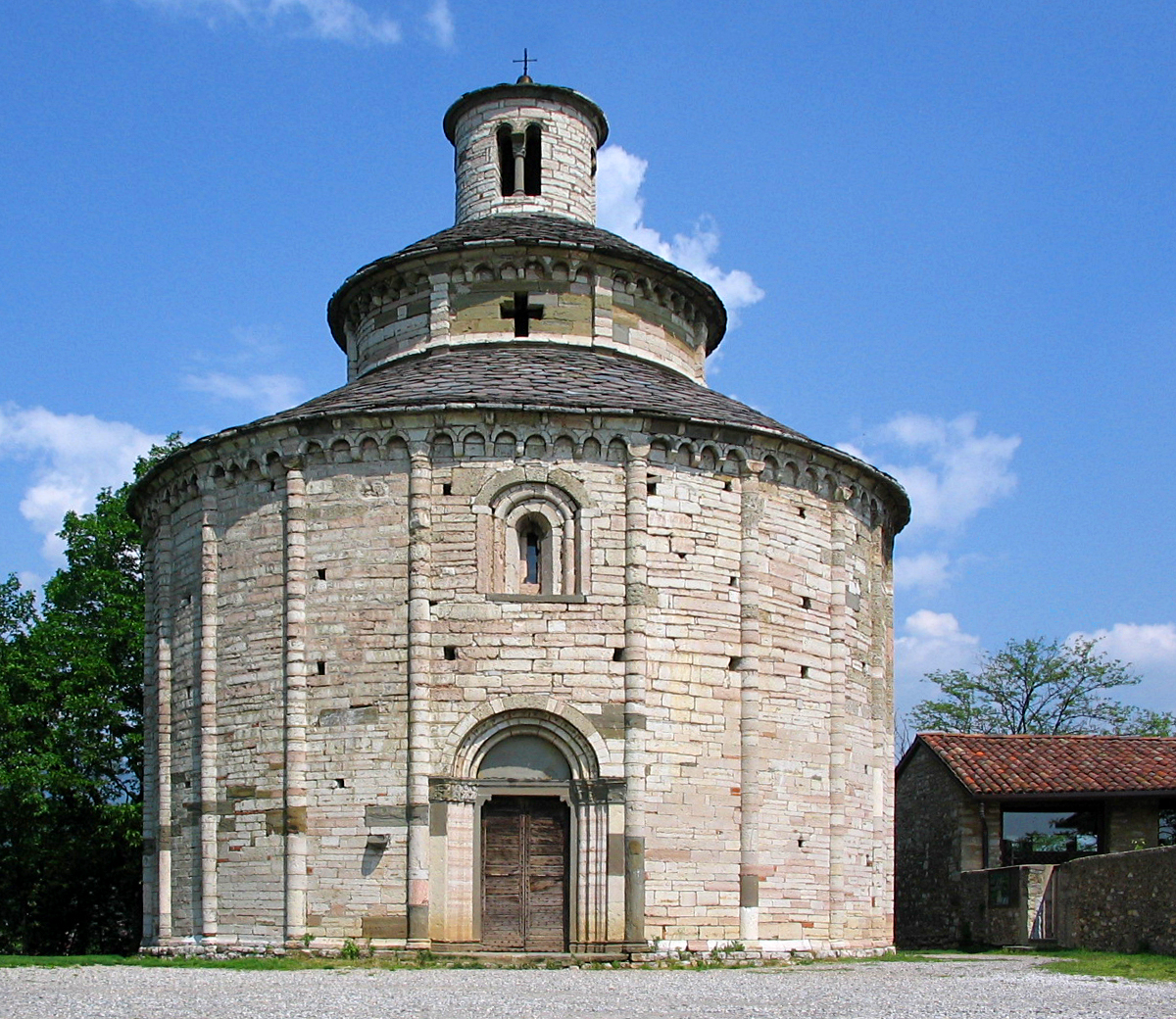
Rotonda di San Tomè, Almenno San Bartolomeo, 12. Jahrhundert.

Ab dem 14. Jahrhundert geriet ein Großteil des heutigen lombardischen Gebiets unter die Kontrolle der Visconti. Diese förderten den Bau zahlreicher Burgen, Kirchen und Gebäude im gotischen Stil. Dazu zählen unter anderem der Dom zu Mailand, das Castello Visconteo und die Kirche Santa Maria del Carmine im Pavia sowie der Dom von Monza. In denselben Jahrzehnten wurde auch der Dom von Cremona, ebenfalls im gotischen Stil, vollendet.
In der zweiten Hälfte des 15. Jahrhunderts begann sich in der Lombardei, unter dem Einfluss aus Florenz, Ferrara und dem Veneto, der Stil der Renaissance zu verbreiten. Im Herzogtum Mailand, das damals von der Dynastie der Sforza beherrscht wurde, standen den Herzögen einige der bedeutendsten Vertreter der italienischen Renaissance zur Seite, darunter Filarete, Donato Bramante und Leonardo da Vinci. Die Sforza förderten den Bau einiger der wichtigsten Renaissancebauten der Region, wie das Castello Sforzesco und die Kirche Santa Maria delle Grazie in Mailand sowie den Dom und die Certosa im Pavia.
Bergamo (Cappella Colleoni) und Brescia, lombardische Städte, die jedoch zur Republik Venedig gehörten, entwickelten einen eigenständigen Stil, der vor allem in der Malerei stark von der venezianischen Kunst beeinflusst war.
Anders hingegen Mantua, das unter der Herrschaft der Gonzaga stand, entwickelte eine eigene künstlerische Sprache. Am Hof der Gonzaga wirkten einige der größten Meister der italienischen Renaissance, wie Leon Battista Alberti, Andrea Mantegna und Giulio Romano. Zu den wichtigsten Renaissancebauten der Stadt zählen der Dom, die Basilika Sant’Andrea, die Basilika San Sebastiano, der Palazzo Ducale und der Palazzo Te.
In der zweiten Hälfte des 16. Jahrhunderts verbreitete sich anschließend ein neuer Stil: der Manierismus. Dieser Stil trat besonders in Mailand hervor – etwa bei Santa Maria presso San Celso und der Certosa di Garegnano – sowie in Pavia, im Collegio Borromeo. Ein weiteres herausragendes Beispiel ist Sabbioneta, die Idealstadt, die von Vespasiano Gonzaga errichtet wurde.
Zu den bedeutendsten Barockbauten der Lombardei zählen die Kirche Sant’Alessandro in Zebedia, der Palazzo di Brera und die Villa auf der Isola Bella – alle Werke von Francesco Maria Richini – sowie der Dom von Brescia. Nach dem Barock verbreitete sich in der zweiten Hälfte des 18. Jahrhunderts der klassizistische Stil.
Der bedeutendste Vertreter dieses Stils in der Architektur war Giuseppe Piermarini. Zu seinen zahlreichen Werken zählen unter anderem das Teatro alla Scala und die Königliche Villa von Monza. Im Jahr 1910 entstand in Mailand eine neue Kunstströmung, der Futurismus, der die architektonischen Werke von Pietro Portaluppi, Giovanni Muzio und Gio Ponti beeinflusste.

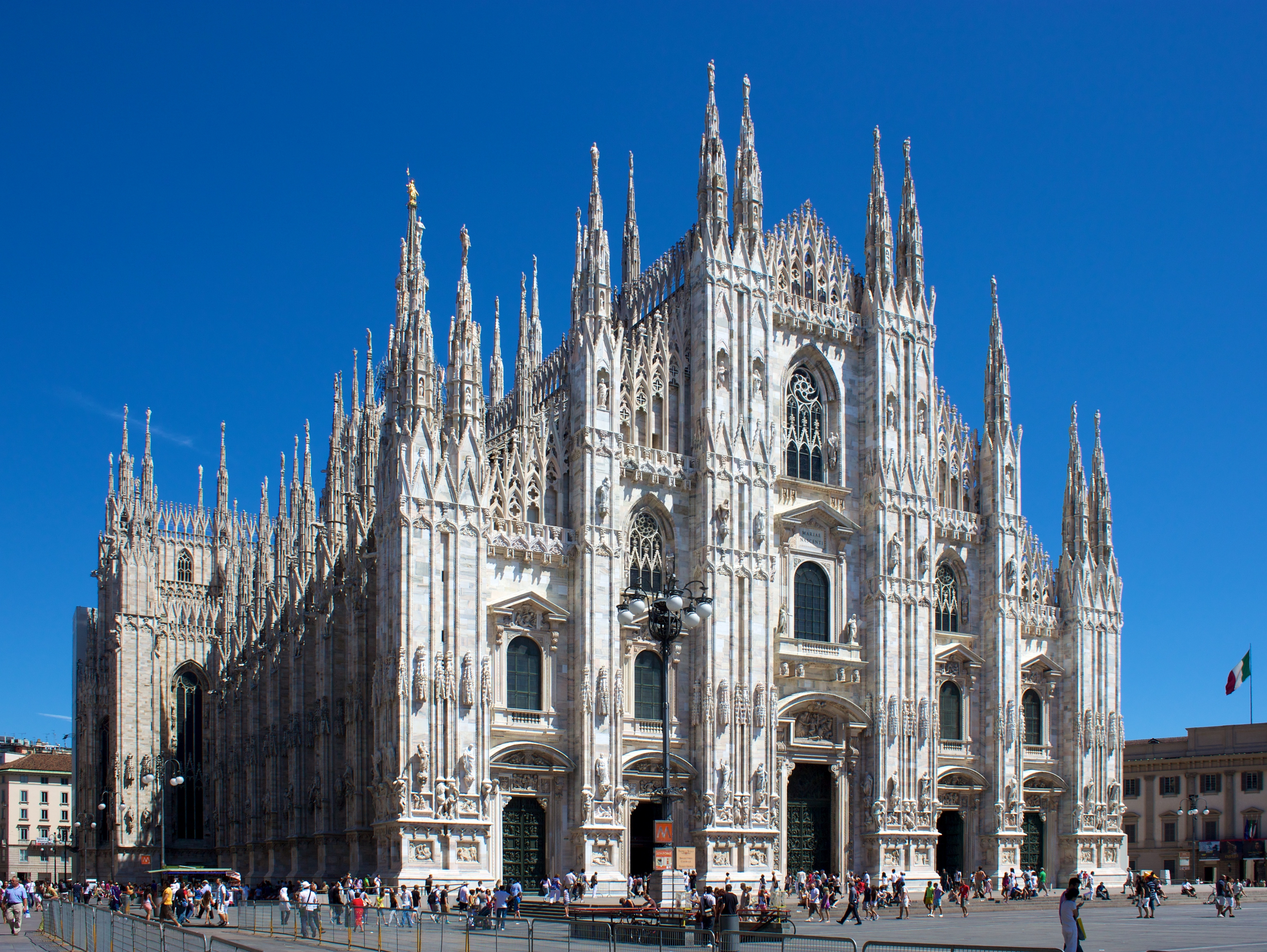
Dom zu Mailand.
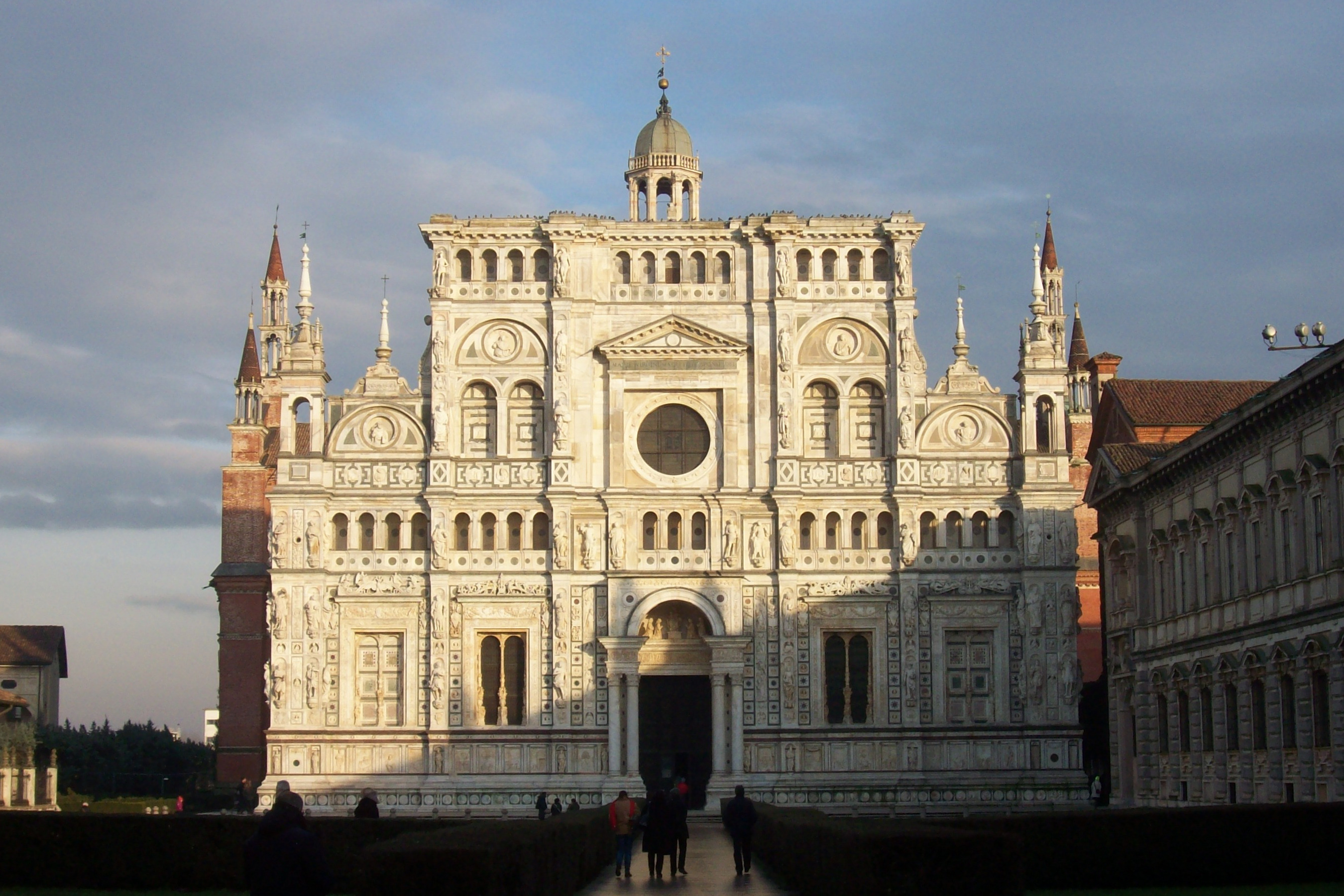
Certosa di Pavia.
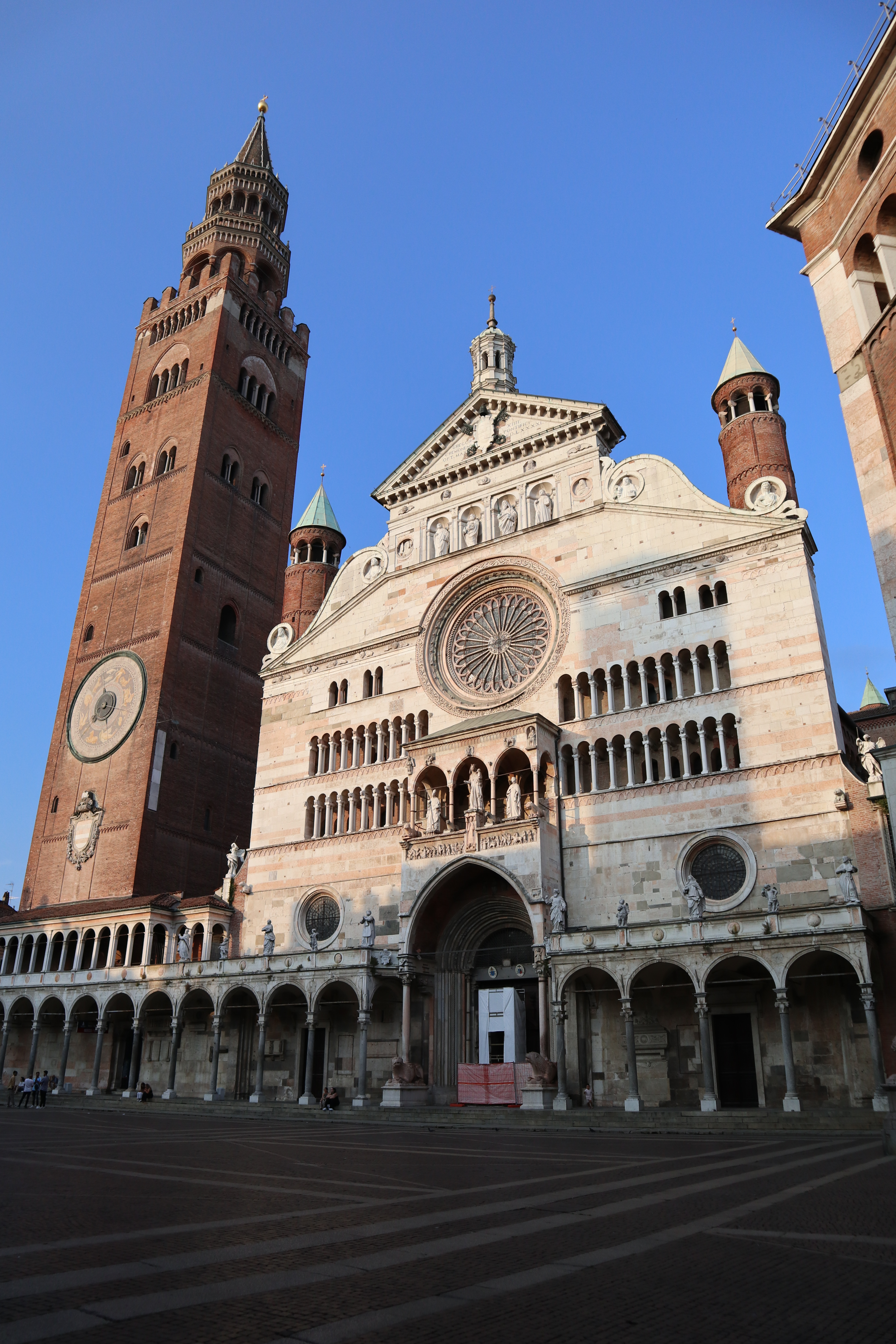
Dom von Cremona.
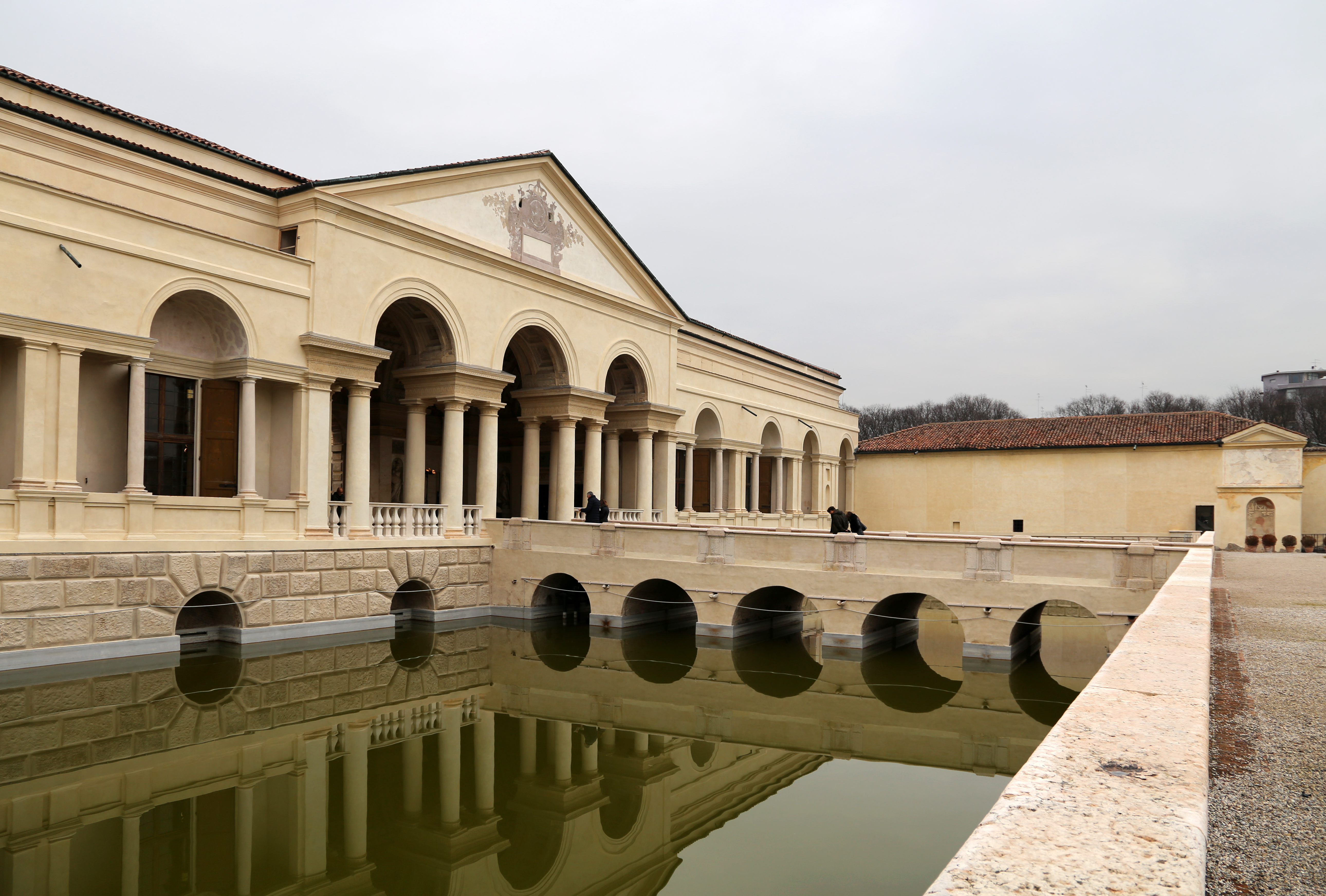
Palazzo del Te, Mantua.
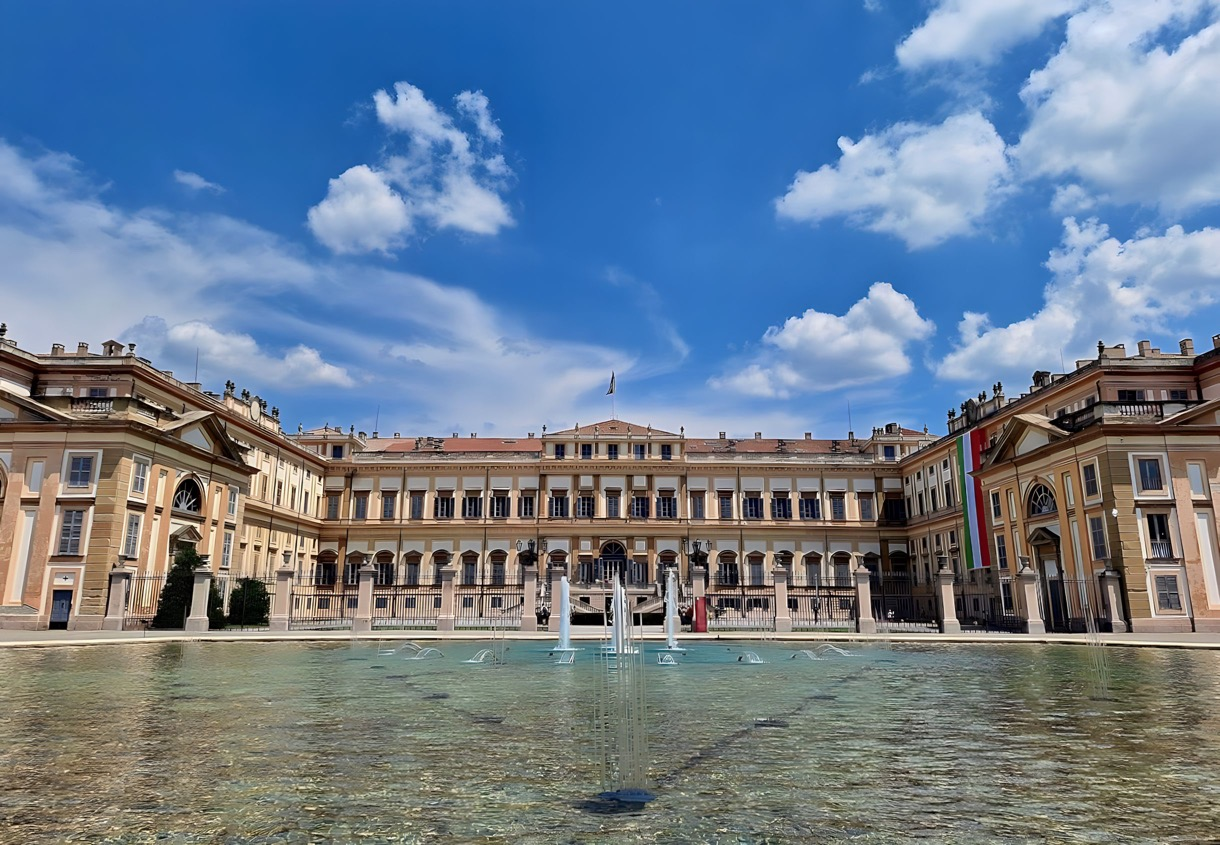
Königliche Villa von Monza.

### UNESCO-Welterbe
In der Lombardei befinden sich zehn UNESCO-Welterbestätten, die ganz oder teilweise in der Region liegen. Einige davon bestehen aus mehreren Einzelobjekten an unterschiedlichen Standorten. Eine der Stätten ist als Naturerbe gelistet, die übrigen sind Kulturerbestätten.
Am Monte San Giorgio an der Grenze zum Schweizer Kanton Tessin, südlich des Luganersees, wurde eine Vielzahl von marinen Fossilien aus der Triaszeit gefunden. Während der Trias, vor etwa 245 bis 230 Millionen Jahren, befand sich in diesem Gebiet eine flache tropische Lagune. Zu den Fossilien gehören Reptilien, Fische, Krebstiere und Insekten.
Die Felsritzungen des Valcamonica stammen aus der Zeit zwischen 8000 v. Chr. und 1000 v. Chr. und decken prähistorische Epochen vom Epipaläolithikum und Mesolithikum bis zur Eisenzeit ab. Sie bilden eine der größten Sammlungen prähistorischer Felsbilder weltweit.
Die Prähistorische Pfahlbauten um die Alpen sind eine Reihe von prähistorischen Pfahlbau- (oder Stelzenhaus-) Siedlungen in und um den Alpenraum, die etwa zwischen 5000 und 500 v. Chr. an den Ufern von Seen, Flüssen oder Feuchtgebieten errichtet wurden. Im Jahr 2011 wurden 111 Fundorte in die Liste des UNESCO-Welterbes aufgenommen, darunter befinden sich Stätten in der Schweiz (56), Italien (19), Deutschland (18), Frankreich (11), Österreich (5) und Slowenien (2). Ausgrabungen an einigen dieser Orte haben wichtige Erkenntnisse über das prähistorische Leben sowie über die Wechselwirkungen zwischen den damaligen Gemeinschaften und ihrer Umwelt während der Jungsteinzeit und der Bronzezeit im Alpenraum geliefert.
Eine weitere serielle Welterbestätte ist Die Langobarden in Italien, Orte der Macht (568 bis 774 n. Chr.), die aus sieben Standorten auf dem italienischen Festland besteht und die Geschichte der Langobardenzeit veranschaulicht. Zwei dieser Orte befinden sich im heutigen Gebiet der Lombardei: die Befestigungsanlagen (das Castrum und der Torba-Turm) sowie die Kirche Santa Maria foris portas („außerhalb der Tore“) mit byzantinisch anmutenden Fresken in Castelseprio und der Klosterkomplex San Salvatore–Santa Giulia in Brescia.
Die Kirche und das Dominikanerkloster Santa Maria delle Grazie in Mailand mit dem Abendmahl von Leonardo da Vinci repräsentieren die Architektur- und Malstile der Renaissance des 15. Jahrhunderts.
Die Sacri Monti (Heiligen Berge) des Piemont und der Lombardei sind eine Gruppe von neun Stätten in Nordwestitalien, von denen sich zwei in der Lombardei befinden. Das Konzept der heiligen Berge ist auch in anderen Teilen Europas zu finden. Diese Stätten wurden als Wallfahrtsorte angelegt, indem Kapellen in die natürliche Landschaft integriert wurden, wobei ihre Anordnung lose an die Topographie Jerusalems angelehnt ist.
Crespi d’Adda ist eine historische Siedlung und ein herausragendes Beispiel für die sogenannten „Arbeitersiedlungen“ des 19. und frühen 20. Jahrhunderts, wie sie in Europa und Nordamerika von fortschrittlich denkenden Industriellen zum Wohl ihrer Arbeiter errichtet wurden.
Mantua und Sabbioneta repräsentieren zwei unterschiedliche Ansätze der Stadtplanung in der Renaissance. Mantua, dessen Ursprünge in die römische Zeit zurückreichen und das Bauten aus dem 11. Jahrhundert bewahrt hat, wurde im 15. und 16. Jahrhundert umfassend erneuert. Sabbioneta hingegen wurde in der zweiten Hälfte des 16. Jahrhunderts von Vespasiano I. Gonzaga gegründet und nach dem damaligen Idealbild einer Stadt planmäßig im Rastermuster angelegt.
Die Berninabahn im Schweizer Kanton Graubünden, reicht jedoch über die Grenze bis nach Tirano. Die Stätte wurde in die Welterbeliste aufgenommen, weil sie ein herausragendes Beispiel für anspruchsvolle Eisenbahntechnik darstellt – mit Tunneln, Viadukten und Lawinenschutzgalerien, die erforderlich waren, um die Schmalspurbahn über den Hauptkamm der Alpen zu führen.
Die Venezianisches Verteidigungssystem des 16. bis 17. Jahrhunderts sind ein transnationales System von Befestigungen, das von der Republik Venedig in ihren Festlandsgebieten (Stato da Terra) und in den entlang der Adriaküste gelegenen Territorien (Stato da Mar) errichtet wurde. Zu dieser Welterbestätte gehört auch die befestigte Stadt Bergamo.

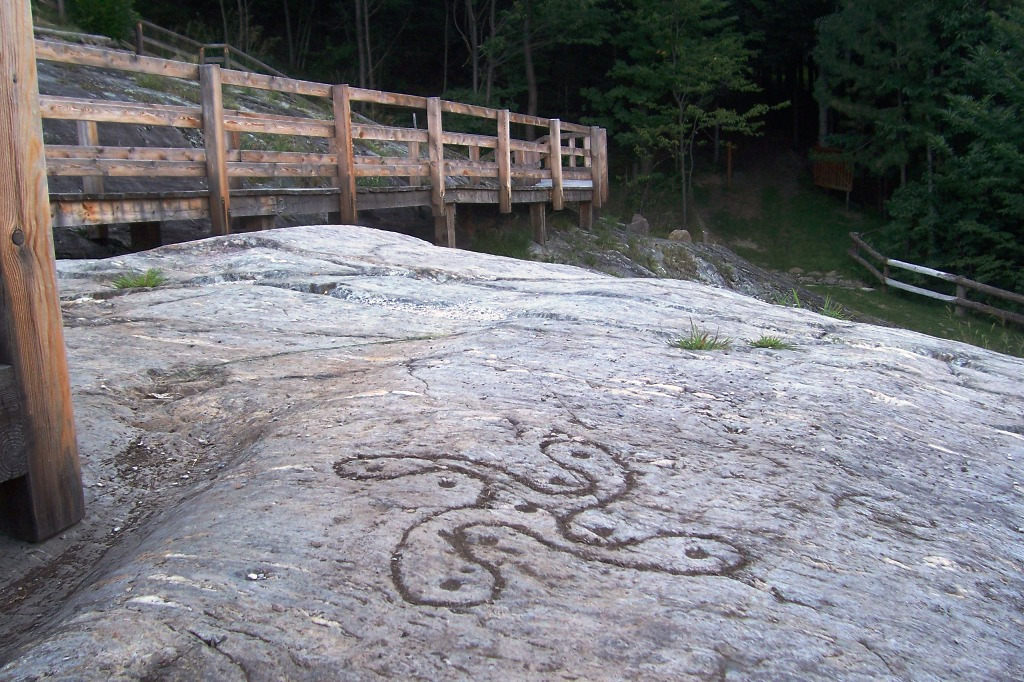
Eine der Camunischen Rosen, dargestellt in den Felsritzungen des Valcamonica.
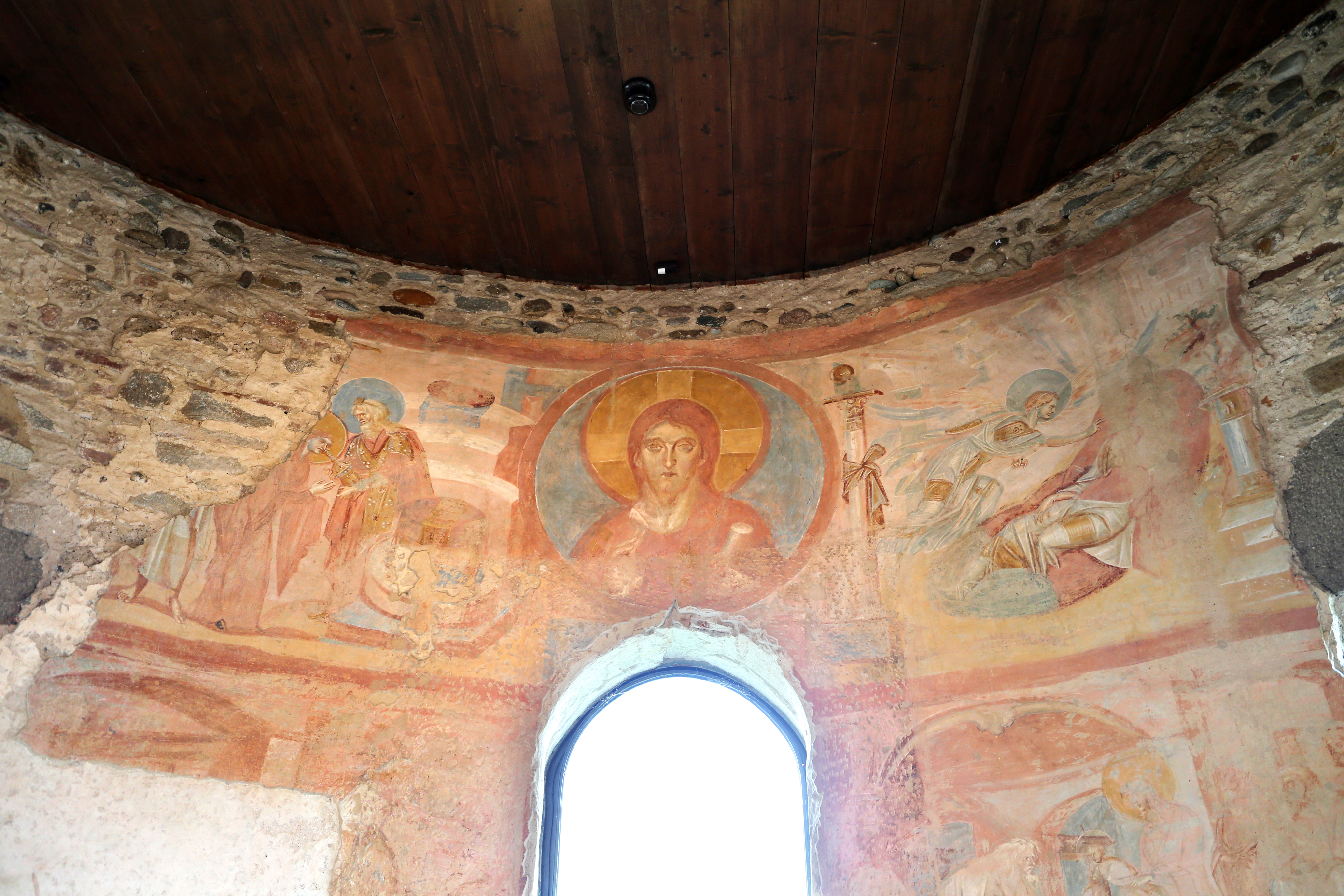
Santa Maria foris Portas, Castelseprio, Fresken, 6.–9. Jahrhundert.
Leonardo da Vinci, Das Abendmahl, Santa Maria delle Grazie, Mailand.
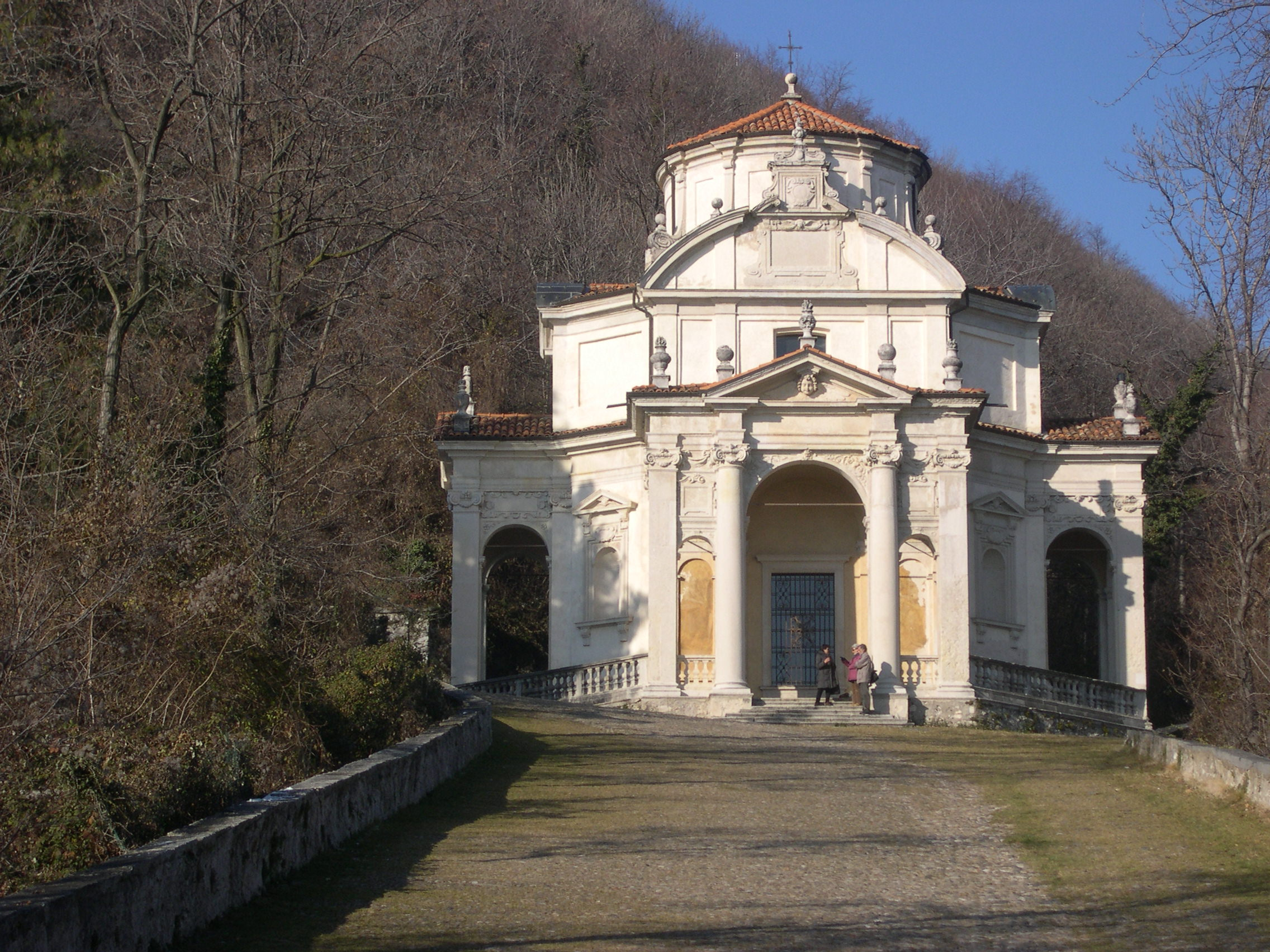
Eine der Kapellen des Sacro Monte di Varese.
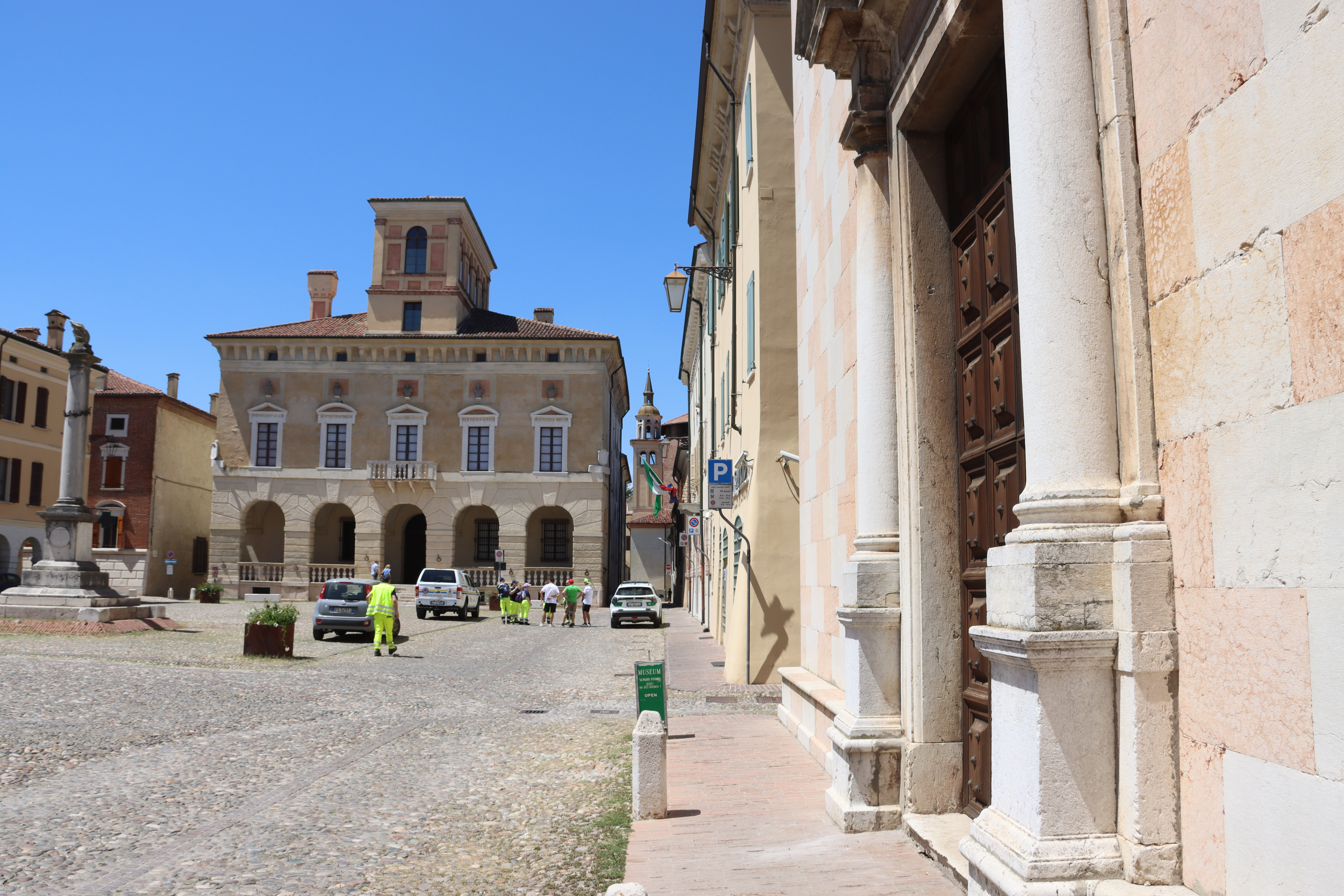
Sabbioneta.
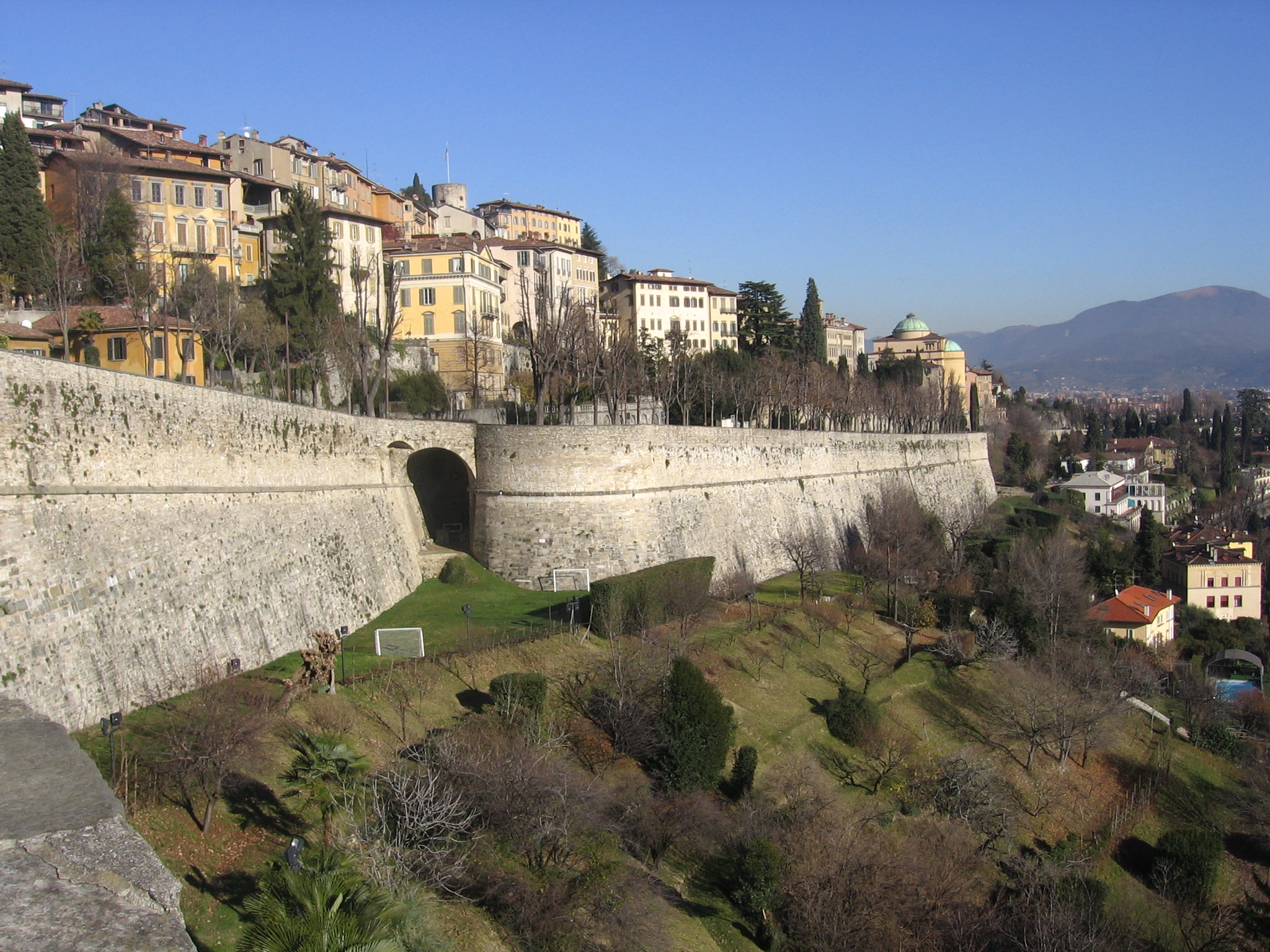
Die befestigte Stadt Bergamo.